# Liste der Kulturdenkmale in Eutin
In der Liste der Kulturdenkmale in Eutin sind alle Kulturdenkmale der schleswig-holsteinischen Stadt Eutin (Kreis Ostholstein) und ihrer Ortsteile aufgelistet (Stand: 21. Juli 2025).

## Legende
In den Spalten befinden sich folgende Informationen:
- Objekt-ID: die Nummer des Kulturdenkmales
- Lage: die Adresse des Kulturdenkmales und die geographischen Koordinaten. Kartenansicht, um Koordinaten zu setzen. In der Kartenansicht sind Kulturdenkmale ohne Koordinaten mit einem roten Marker dargestellt und können in der Karte gesetzt werden. Kulturdenkmale ohne Bild sind mit einem blauen Marker gekennzeichnet, Kulturdenkmale mit Bild mit einem grünen Marker.
- Offizielle Bezeichnung: Bezeichnung des Kulturdenkmales
- Beschreibung: die Beschreibung des Kulturdenkmales
- Bild: ein Bild des Kulturdenkmales

## Sachgesamtheiten
| Objekt-ID      | Lage | Offizielle Bezeichnung               | Beschreibung | Bild                             |
| -------------- | --- | ------------------------------------ | --- | -------------------------------- |
| 38200 Wikidata | Am Rosengarten 13 (54° 8′ 19″ N, 10° 36′ 55″ O) | Handelshaus C. F. Janus              | Handelshaus C. F. Janus; 1867-1868, Bauherr Carl Dietrich Jacob Janus; repräsentatives Vorderhaus mit Ladenzone sowie rückwärtiger Hof mit Fachwerknebengebäude, Gartenlaube und Hofpflaster - Begründung: geschichtlich, künstlerisch, städtebaulich - Schutzumfang: Wohn- und Geschäftshaus „Handelshaus C. F. Janus“, Hofgebäude, Gartenlaube, Hofpflaster | BW                               |
| 34338 Wikidata | Am Schlossgarten 4, 9, Am Schlossgarten (54° 8′ 6″ N, 10° 37′ 26″ O)                                                                                               | Bauhof Eutin                         | Ehemaliger Wirtschaftshof des Eutiner Schlosses; auf das 17. Jh. zurückgehend, ab 1918 Domäne (Staatsgut); platzartige Hofanlage mit Zufahrtsstraße und mehreren Gebäuden des 19. und 20. Jhs., Gruppe von reetgedeckten Fachwerkbauten im Süden, im Norden das Wohnhaus des Gutspächters in Backstein - Begründung: geschichtlich, städtebaulich - Schutzumfang: Vogtkate, Speicher (westlich), Pferdestall (östlich), Waschhaus (Am Schlossgarten 9); Wohnhaus (Pächterhaus) (Am Schlossgarten 4), Zufahrtsstraße mit Kopfsteinpflaster (Am Schloßgarten) | BW                               |
| 35567 Wikidata | Auestraße 10, 10a, 10b (54° 9′ 14″ N, 10° 37′ 24″ O) | Dreiseithof Fissau                   | Hofanlage; 2. Hälfte 19. Jh.; älteres Wohnhaus mit zwei 1920 und 1923 errichteten Wirtschaftsgebäuden, als Dreiseithof gruppierte Ziegelbauten mit Halbwalmdächern - Begründung: geschichtlich, städtebaulich - Schutzumfang: Wohnhaus (Auestraße 10), westliche Scheune (Auestraße 10a), östliche Scheune (Auestraße 10b) | BW                               |
| 35099 Wikidata | Beuthiner Hof 4 (54° 9′ 0″ N, 10° 35′ 33″ O) | Beuthiner Hof                        | 1823 gebildetes Krongut, Ende der 1940er Jahre aufgesiedelt; platzartige Hofanlage mit Kornscheune in Fachwerkbauweise (um 1823), Wohnhaus des Gutspächters und weiteren Wirtschaftsgebäuden vom Anfang des 20. Jhs., Altbaumbestand - Begründung: geschichtlich, Kulturlandschaft prägend - Schutzumfang: Wohnhaus mit Nebengebäude, Fachwerkscheune, Kuhstall, Pferdestall, Hoflinden, Lindenrondell | BW                               |
| 39480 Wikidata | Braaker Straße 14, 16 (54° 7′ 36″ N, 10° 35′ 1″ O) | Hofstelle Drückhamer                 | ehem. Haupthaus und Altenteil einer Hofanlage; 18./19. Jh.; Fachhallenhaus von 1788 mit jüngerem Anbau in Backstein und Fachwerkkate von 1832 - Begründung: geschichtlich, städtebaulich - Schutzumfang: Fachhallenhaus (Braaker Straße 14), Fachhallenkate (Braaker Straße 16) | BW                               |
| 32937 Wikidata | Dodau 1 (54° 7′ 57″ N, 10° 33′ 37″ O) | Forsthof Dodau                       | 1805 angelegter Forsthof in isolierter Waldlage; Gebäudeensemble des 19. und frühen 20. Jhs. mit Wohnhaus, Scheune, zwei FachwerkNebengebäuden und umgebender Grünanlage sowie Einfriedung in Form einer Hainbuchenhecke - Begründung: geschichtlich, Kulturlandschaft prägend - Schutzumfang: Wohnhaus, Scheune, Wirtschaftsgebäude, Backhaus, Grünanlage, Einfriedung (Hainbuchenhecke) | BW                               |
| 32873 Wikidata | Kirchplatz 1, 2, 3, 4, 5, Kirchplatz, Schloßstraße 2 (54° 8′ 14″ N, 10° 37′ 1″ O)                                                                                  | Kirche Eutin                         | Kirche Eutin; nördlich des Marktplatzes im Kernbereich der historischen Altstadt gelegen, im Zentrum die mittelalterliche Backsteinbasilika St. Michaelis, der Kirchhof von Pastorat (18./19. Jh.), Organistenhaus (1741) und weiteren platzbildprägenden Wohnhäusern umgeben, Fassade des Gemeindehauses - Begründung: geschichtlich, wissenschaftlich, künstlerisch, städtebaulich - Schutzumfang: Kirche St. Michaelis mit Ausstattung und Kirchhof (Kirchplatz), Pastorat (Kirchplatz 5), Organistenhaus (Kirchplatz 1), Fassade (Gemeindehaus) (Schloßstraße 2), Küsterhaus (Kirchplatz 2), Wohnhäuser (Kirchplatz 3, 4) | BW                               |
| 37045 Wikidata | Lübecker Straße 4 (54° 8′ 8″ N, 10° 37′ 2″ O) | Wohn- und Geschäftshaus mit Speicher | Wohn- und Geschäftshaus mit Speicher; kleines zweigeschossiges Fachwerkhaus mit Backsteinfassade, im Kern vermutlich 18. Jh.; dreigeschossiger Speicherbau mit flachem Satteldach im Hof, 2. Hälfte 19. Jh. - Begründung: geschichtlich, städtebaulich - Schutzumfang: Wohn- und Geschäftshaus, Speicher | BW                               |
| 32923 Wikidata | Markt 1, 3, 4, 5, 6, 7-8, 9, 10, 11, 12a, 12, 13, 14, 15, 16, 17, 18, 19, 20, Königstraßenpassage 2, Markt, Peterstraße 2 (54° 8′ 11″ N, 10° 37′ 0″ O)             | Marktplatz Eutin                     | Marktplatz Eutin mit Ehrenmal und umgebender Bebauung; auf das 12. Jh. zurückgehend; annähernd rechteckiger Platz im Zentrum der mittelalterlichen Stadtanlage, nach allen Seiten mit Bebauung umgeben, Gast-, Wohn- und Geschäftshäuser überwiegend mit Putzfassaden, einige Fachwerkgebäude, im Süden der Rathauskomplex, im Nordwesten der Backsteinbau des Großherzoglichen Palais, teilweise mit rückwärtigen Nebengebäuden, auf dem Platz Ehrenmal in Form eines Obelisken - Begründung: geschichtlich, wissenschaftlich, künstlerisch, städtebaulich - Schutzumfang: Marktplatz, Ehrenmal für die Gefallenen des Deutsch-Französischen Krieges (Obelisk) (Markt); Rathaus, Rathaus-Nebengebäude (Markt 1); Großherzogliches Palais (Witwenpalais) (Markt 9), ehem. Küchenhaus (Königstraßenpassage 2), Gasthaus (Markt 11), Gasthaus Hansa (Markt 17), ehem. Hotel „Stumpfe Ecke“ (Markt 18), Wohn- und Geschäftshäuser (Markt 3, 4, 5, 6 (mit Pferdestall), 7-8, 10, 12, 12a, 14, 15, 16, 19); Wohnhaus (Markt 13), Verwaltungsgebäude (Markt 20) | BW                               |
| 32949 Wikidata | Oldenburger Landstraße 18, Jungfernort 2+6, 4+8 (54° 8′ 7″ N, 10° 37′ 39″ O)                                                                                       | Forsthof Eutin                       | Um 1800 angelegter Forsthof am Südufer des Großen Eutiner Sees; Gebäudeensemble des frühen 19. Jhs.; Hauptgebäude mit Stall, Umfassungsmauer und Forstgarten, nördlich zwei Langereihe-Katen für Bedienstete mit zugehörigen Stallgebäuden - Begründung: geschichtlich, städtebaulich - Schutzumfang: Hauptgebäude, Stallgebäude, Umfassungsmauer, Forstgarten (Oldenburger Landstraße 18); Langereihe-Kate, Katen-Stallgebäude (Jungfernort 2+6); Langereihe-Kate, Katen-Stallgebäude (Jungfernort 4+8) | BW                               |
| 38338 Wikidata | Plöner Straße 15, Albert-Mahlstedt-Straße 1 (54° 8′ 17″ N, 10° 36′ 50″ O)                                                                                          | Carl-Maria-von-Weber-Gymnasium       | Carl-Maria-von-Weber-Gymnasium mit mehreren Schulgebäuden des 19. und 20. Jhs.; ehem. Gelehrten- und Bürgerschule, 1831–1833, Architekt Heinrich Nikolaus Börm, mit Erweiterungsbau nach 1900 und Seitenflügel von 1956, Architekt Hanns Rietschel; vor dem Hauptportal Bronzebüste von Johann Heinrich Voß, 1883, geschaffen von Thäger; ehem. Knabenschule von 1876 mit später errichtetem Rückflügel - Begründung: geschichtlich, künstlerisch, städtebaulich - Schutzumfang: Hauptgebäude, Seitenflügel, Denkmal Johann Heinrich Voß (Plöner Straße 15); Nebengebäude (Albert-Mahlstedt-Straße 1) | weitere Fotos \| Fotos hochladen |
| 39281 Wikidata | Plöner Straße (54° 8′ 6″ N, 10° 36′ 9″ O) | Evangelischer Friedhof               | Evangelischer Friedhof; Kernbereich 1783-1786; Entwurf und Ausführung Daniel Rastedt; auf einer rechteckigen Fläche angelegt und von Lindenbäumen umstanden, Hauptwegekreuz mit Kapelle im Zentrum, Grablegen bedeutender Eutiner Persönlichkeiten, Ziegeleinfriedung - Begründung: geschichtlich, künstlerisch, städtebaulich - Schutzumfang: Evangelischer Friedhof, Friedhofskapelle, historische Grabmale, Einfriedung | BW                               |
| 32956 Wikidata | Robert-Schade-Straße 20, 22, 24 (54° 7′ 55″ N, 10° 37′ 30″ O) | Finanzamt Eutin                      | Finanzamt Eutin mit zwei zugehörigen Beamtenwohnhäusern; 1925-1926; symmetrische Platzanlage mit zurückgesetztem, breit gelagerten Verwaltungsbau im Zentrum und zwei flankierenden eingeschossigen Wohnhäusern, Backsteinbauten, Heimatschutzarchitektur mit expressionistischen Einflüssen - Begründung: geschichtlich, künstlerisch, städtebaulich - Schutzumfang: Finanzamt (Robert-Schade-Straße 22), Beamtenwohnhäuser (Robert-Schade-Straße 20, 24) | BW                               |
| 32788 Wikidata | Schloßplatz 1-3, 2, 4, 5, Fasaneninsel 1, Fasaneninsel, Jungfernstieg 5, Jungfernstieg, Schloßgarten 1, 3, Schloßgarten, Schloßplatz (54° 8′ 16″ N, 10° 37′ 13″ O) | Schloss Eutin                        | Residenzschloss der Großherzöge von Oldenburg, vormals der Bischöfe von Lübeck, mit Innenhof und Schlossgraben, Vorplatz und Schlossgarten; dreigeschossige Vierflügelanlage des 17./18. Jhs., im Kern älter, prägender Umbau durch R. M. Dallin 1716–27, seit 1918 Museum; Schlossvorhof mit Remise, Marstall und Kavaliershaus ab 1820 klassizistisch neugestaltet; Schlossgarten in der Form eines englischen Landschaftsgartens, seit 1928 mit Ehrenmal für Kriegsgefallene - Begründung: geschichtlich, wissenschaftlich, künstlerisch, städtebaulich, technisch, Kulturlandschaft prägend - Schutzumfang: Schloss mit Inventar, Schlosshof, Schlossbrunnen, Schlossgraben, Schlossbrücke, zwei Kanonen, Schlossinsel, „Eutiner Schlossaffen“ (Schloßplatz 5); Gartenknechthaus (Jungfernstieg 5), Jungfernstieg; Schlossgarten (Nordgarten, Mauer des Nordgartens, Küchengarten, Küchengartenmauer, Pforthaus, Monopteros („Sonnentempel“), Tuffsteinhaus („Webertempel“), Seetempel, Südbrücke (ehem. barockes Bassin), Umfassungsmauer, Florastatue, Ehrenmal, (Schlossgrabenbrücke), Großer Wasserfall, Kleiner Wasserfall, Gartenteich Duvendiek, Chinesische Bogenbrücke, Brücke am Großen Piependiek, Brücke über den Duvendiek, zwei Brücken am kleinen Wasserfall, drei einfache Brücken, Lindenallee, Lindenbruchgraben, Eiskeller, Parktor, Nordeingang, Südeingang, Großer Piependiek, Kleiner Piependiek, Sonnenuhr) (Schloßgarten); Neuholländerhaus (Schloßgarten 1), Orangerie (Schloßgarten 3), Schlossplatz, Marstall (Schloßplatz 1-3), Remise (Eutiner Landesbibliothek) (Schloßplatz 2), Kavalierhaus (Eutiner Landesbibliothek) (Schloßplatz 4); Fasaneninsel mit Wohnhaus und Verwalterhaus (Fasaneninsel 1) | weitere Fotos \| Fotos hochladen |
| 39487 Wikidata | Stolbergstraße 6 (54° 8′ 10″ N, 10° 37′ 4″ O) | Sog. Kapitelhof Stolbergstraße 6     | Adelshof Stolbergstraße 6; 18./19. Jh.; Geschlossene Hofanlage mit weit zurückgesetztem zweigeschossigen Wohnhaus mit Anbau, langgestrecktem Nebengebäude im Süden und kleiner Backsteinremise im Norden sowie Hofpflaster und Einfriedung, Gesamtanlage in Anlehnung an die Kapitelhöfe im Norden der Stolbergstraße gestaltet - Begründung: geschichtlich, künstlerisch, städtebaulich - Schutzumfang: Wohnhaus mit Hofpflaster, zwei Nebengebäude, Einfriedung | BW                               |
| 39489 Wikidata | Stolbergstraße 8, 8–10, 10 (54° 8′ 11″ N, 10° 37′ 4″ O) | Stolberghaus                         | Stolberghaus; spätes 18. Jh., im Kern älter; palaisartiges, zweigeschossiges Wohngebäude in der Art einer Dreiflügelanlage unter Einbezug älterer Vorgängerbauten, Straßenfront mit Mittelrisalit in Backstein, rückwärtig zwei eingeschossige Fachwerknebengebäuden des 18./19. Jhs. mit Mansard- bzw. Walmdach - Begründung: geschichtlich, künstlerisch, städtebaulich - Schutzumfang: Stolberghaus, zwei Nebengebäude | Fotos hochladen                  |
| 39490 Wikidata | Stolbergstraße 12 (54° 8′ 9″ N, 10° 37′ 4″ O) | Sog. Kapitelhof Stolbergstraße 12    | Adelshof Stolbergstraße 12; um 1835; um einen kleinen Ehrenhof gruppiertes spätklassizistisches Gebäudeensemble mit zurückgesetztem zweigeschossigen Backsteinwohnhaus und zwei kleinen Fachwerknebengebäuden - Begründung: geschichtlich, künstlerisch, städtebaulich - Schutzumfang: Wohnhaus, zwei Nebengebäude | BW                               |
| 39527 Wikidata | Stolbergstraße 16 (54° 8′ 12″ N, 10° 37′ 6″ O) | Kapitelhof Stolbergstraße 16         | ehem. Kapitelhof Stolbergstraße 16; um 1775; um einen kleinen Hof gruppiertes Ensemble aus Backsteinbauten mit Walmdächern, im Einzelnen bestehend aus einem zweigeschossigen Wohnhaus, zwei giebelständigen, eingeschossigen Nebengebäuden von 1817 sowie der straßenseitigen Einfriedung - Begründung: geschichtlich, künstlerisch, städtebaulich - Schutzumfang: Wohnhaus, zwei Nebengebäude, Einfriedung | Fotos hochladen                  |
| 39536 Wikidata | Stolbergstraße 18 (54° 8′ 12″ N, 10° 37′ 6″ O) | Kapitelhof Stolbergstraße 18         | ehem. Kapitelhof Stolbergstraße 18; 2. Hälfte 18. Jh.; Hofanlage mit zurückgesetztem, dreiflügeligen Wohngebäude mit klassizistischer Putzfassade („Haus Rastleben“), giebelständigem Fachwerknebengebäude mit Mansarddach (Remise) und straßenseitiger Einfriedung - Begründung: geschichtlich, künstlerisch, städtebaulich - Schutzumfang: Wohnhaus „Haus Rastleben“, Remise, Einfriedung | Fotos hochladen                  |
| 39434 Wikidata | Weberhain (54° 7′ 51″ N, 10° 37′ 25″ O) | Weberhain                            | Weberhain; 1890; ehem. Eichenhain mit Altbaumbestand, geschwungenes Wegesystem und kleine Schmuckanlage mit Denkmal für Carl Maria von Weber - Begründung: geschichtlich, künstlerisch, städtebaulich - Schutzumfang: Carl-Maria-von-Weber-Denkmal, Bruchsteinmauer mit Bronzerelief, Weberhain | BW                               |
| 36208 Wikidata | Wilhelmstraße 2 (54° 8′ 25″ N, 10° 36′ 41″ O) | Wasserturm Eutin mit Grünanlage      | Wasserturm Eutin mit ehem. Schmuckplatz; 1909/1910, Fa. Carl Francke; 39 Meter hoher Wasserturm mit Ziegelfassade in historisierender Gestaltung, zugehörige Grünanlage mit Feldsteineinfriedung, Eingangstreppe, historischen Ziersträuchern und Friedenseiche - Begründung: geschichtlich, künstlerisch, städtebaulich, technisch - Schutzumfang: Wasserturm, Grünanlage mit Einfriedung, Friedenseiche | Fotos hochladen                  |
| 39482 Wikidata | Zum Ukleisee 15 (54° 10′ 50″ N, 10° 37′ 39″ O) | Jagdpavillon mit Lustholz            | Lustschlösschen mit umgebender Garten- und Parkanlage; 2. Hälfte 18. Jh., Jagdpavillon von 1776, Architekt Georg Greggenhofer, Bauherr Fürstbischof Friedrich August; spätbarockes Ensemble aus eingeschossigem holzverschalten Fachwerkbau und zugehörigem Lustholz für Jagdgesellschaften des Eutiner Hofes, gärtnerische Gestaltung u. a. mit Lindenreihe und Anglerbrücke - Begründung: geschichtlich, künstlerisch, Kulturlandschaft prägend - Schutzumfang: Jagdpavillon, Lustholz, Lindenreihe, Anglerbrücke | BW                               |

## Mehrheit von baulichen Anlagen
| Objekt-ID      | Lage | Offizielle Bezeichnung                                        | Beschreibung | Bild            |
| -------------- | --- | ------------------------------------------------------------- | --- | --------------- |
| 32935 Wikidata | Albert-Mahlstedt-Straße 11, 13, 15, 17, 19, 21, Peterstraße 30 (54° 8′ 11″ N, 10° 36′ 49″ O)                  | Straßenzeile Albert-Mahlstedt-Straße 11–21 und Peterstraße 30 | Reihe von sieben Wohnhäusern; 1870 bis 80; zweigeschossige, meist traufständige Putzbauten in geschlossener und halboffener Bebauung mit historistisch-spätklassizistischer Fassadengestaltung - Begründung: geschichtlich, künstlerisch, städtebaulich - Schutzumfang: Wohnhäuser Albert-Mahlstedt-Straße 11, 13, 15, 17, 19, 21, Peterstraße 30 | BW              |
| 38489 Wikidata | Albert-Mahlstedt-Straße 25, 29, 29a, 31, 33, 35, 35a (54° 8′ 6″ N, 10° 36′ 51″ O)                             | Straßenzeile Albert-Mahlstedt-Straße 25–35a                   | Reihe von sieben Wohnhäusern; ca. 1870 bis 1900; zweigeschossige, meist traufständige und verputze Baukörper in geschlossener und halboffener Bebauung, historistische Fassaden teilweise mit spätklassizistischen Formen - Begründung: geschichtlich, künstlerisch, städtebaulich - Schutzumfang: Wohnhäuser Albert-Mahlstedt-Straße 25, 29, 29a, 31, 33, 35, 35a | BW              |
| 32938 Wikidata | Albert-Mahlstedt-Straße 30, 32, 34, 36, 38, 42 (54° 8′ 4″ N, 10° 36′ 49″ O)                                   | Straßenzeile Albert-Mahlstedt-Straße 30–38, 42                | Reihe von sechs Wohnhäusern; ca. 1860 bis 1890; zweigeschossige, traufständige und verputze Baukörper in offener Bebauung, Fassadengestaltungen in spätklassizistischen und historistischen Formen - Begründung: geschichtlich, künstlerisch, städtebaulich - Schutzumfang: Wohnhäuser Albert-Mahlstedt-Straße 30, 32, 34, 36, 38 (mit Einfriedung), 42 | BW              |
| 32939 Wikidata | Bahnhofstraße 10, 12, 14, 16, 18 (54° 8′ 7″ N, 10° 36′ 43″ O)                                                 | Straßenzeile Bahnhofstraße 10–18                              | Reihe von fünf Wohnhäusern; um 1880/90; zweigeschossige, traufständige Putzbauten in geschlossener und halboffener Bebauung, historistische Fassaden mit spätklassizistischen Elementen - Begründung: geschichtlich, künstlerisch, städtebaulich - Schutzumfang: Wohnhäuser Bahnhofstraße 10, 12, 14, 16, 18 | BW              |
| 38724 Wikidata | Bismarckstraße 1, 3, 7, 9, 11, 13 (54° 8′ 19″ N, 10° 36′ 29″ O)                                               | Straßenzeile Bismarckstraße 1–13                              | Reihe von sechs Wohnhäusern; um 1900/1910, Architekten Oskar Fischer, Christian Klücher u. a.; zweigeschossige Putzbauten in offener Bebauung mit Sattel- und Walmdächern, villen- und landhausartige Gebäude - Begründung: geschichtlich, städtebaulich - Schutzumfang: Wohnhäuser Bismarckstraße 1, 3, 7, 9, 11, 13 | BW              |
| 32947 Wikidata | Bismarckstraße 16, 18, 20 (54° 8′ 25″ N, 10° 36′ 45″ O)                                                       | Wohnhäuser Bismarckstraße 16, 18, 20                          | Reihe von drei Wohnhäusern; 1911; Architekt Oskar Fischer; giebelständige, eingeschossige Landhäuser in offener Bebauung mit Sattel- oder Mansarddach, Putzfassaden mit Giebelfachwerk, Einfriedungen mit Torbögen - Begründung: geschichtlich, künstlerisch, städtebaulich - Schutzumfang: Wohnhäuser Bismarckstraße 16, 18 (mit Einfriedung und Torbogen), 20 (mit Einfriedung und Pforte) | BW              |
| 38731 Wikidata | Böhmckersweg 1, 2, 3 (54° 7′ 51″ N, 10° 37′ 21″ O)                                                            | Wohnhäuser Böhmckersweg 1, 2, 3                               | Reihe von drei Wohnhäusern für „Herrn Böhmcker und Genossen“; 1902-1903, Ausführung Hinrich Steenbock; ein- bis zweigeschossige, giebelständige Putzbauten am Übergang zwischen Späthistorismus und Jugendstil, villen- und landhausartig, in offener Bebauung mit historischen Gittereinfriedungen, geschlossene städtebauliche Situation - Begründung: geschichtlich, städtebaulich - Schutzumfang: Wohnhäuser Böhmckersweg 1 (mit Nebengebäude und Einfriedung), 2 (mit Einfriedung), 3 (mit Einfriedung) | BW              |
| 37412 Wikidata | Carl-Maria-von-Weber-Straße 9, 11, 13, 15, 17 (54° 7′ 56″ N, 10° 37′ 17″ O)                                   | Wohnhäuser Carl-Maria-von-Weber-Straße 9, 11, 13, 15, 17      | Reihe von fünf Wohnhäusern; 1910-1912; Architekten Oskar Fischer und Albert Klücher; eingeschossige giebelständige Putzbauten in offener Bebauung, zeittypische landhausartige Gebäude mit ähnlicher formaler und stilistischer Gestaltung - Begründung: geschichtlich, städtebaulich - Schutzumfang: Wohnhäuser Carl-Maria-von-Weber-Straße 9, 11, 13, 15, 17 | BW              |
| 38802 Wikidata | Holstenweg 2, 4, 5 (54° 8′ 23″ N, 10° 36′ 33″ O)                                                              | Wohnhäuser Holstenweg 2, 4, 5                                 | Baugruppe von drei Wohnhäusern; um 1920/30; ein- und zweigeschossige Ziegelbauten mit Sattel- oder Walmdach, Bruchsteinsockel, anspruchsvoll gestaltete Fassaden mit expressionistischen Details, Bruchsteineinfriedungen - Begründung: geschichtlich, künstlerisch, städtebaulich - Schutzumfang: Wohnhäuser mit Einfriedungen Holstenweg 2, 4, 5 | BW              |
| 39067 Wikidata | Lübecker Landstraße 8, 10 (54° 7′ 46″ N, 10° 37′ 29″ O)                                                       | Wohnhäuser Lübecker Landstraße 8, 10                          | Zwei Wohnhäuser; um 1900/1905; eingeschossige landhausartige Wohngebäude in offener Bebauung, Fassaden im Stil des späten Historismus - Begründung: geschichtlich, städtebaulich - Schutzumfang: Wohnhäuser Lübecker Landstraße 8, 10 (mit Einfriedung) | BW              |
| 32951 Wikidata | Baurat-Klücher-Weg, Lübecker Straße 17, 19, 21 (54° 7′ 44″ N, 10° 37′ 33″ O)                                  | Baugruppe Lübecker Straße 17, 19, 21                          | ehem. St.-Georg-Hospital mit Nebengebäude und ehemaliger Hofzufahrt sowie zwei benachbarten Wohnhäusern; 2. Hälfte 18. Jh. bis frühes 19. Jh.; zweigeschossige, traufständige Bebauung, Backsteinfassaden in spätbarocken und klassizistischen Formen, die Wohnhäuser im Kern Fachwerkbauten; eingeschossiges Nebengebäude im Hof des St.-Georg-Hospitals, 2. Hälfte 19. Jh. - Begründung: geschichtlich, künstlerisch, städtebaulich - Schutzumfang: St.-Georg-Hospital mit Nebengebäude (Lübecker Straße 17), Straßenpflaster (ehem. Hofzufahrt St.-Georg-Hospital, BauratKlücher-Weg), Wohnhäuser Lübecker Straße 19, 21 | BW              |
| 32952 Wikidata | Lübecker Straße 38, 40, 42 (54° 8′ 0″ N, 10° 37′ 3″ O)                                                        | Straßenzeile Lübecker Straße 38, 40, 42                       | Reihe von drei Wohn- und Geschäftshäusern; 2. Hälfte 18. bis Anfang 19. Jh.; zweigeschossige Fachwerkbauten mit straßenseitigen Backsteinfassaden in ähnlicher formaler Gestaltung, flach vorspringende, dreigeschossige Mittelrisalite mit Dreiecksgiebel - Begründung: geschichtlich, künstlerisch, städtebaulich - Schutzumfang: Wohn- und Geschäftshäuser Lübecker Straße 38, 40, 42 | BW              |
| 39138 Wikidata | Oldenburger Landstraße 4, 5, 6, 7, 8, 9, 9a, 10, 11 (54° 7′ 58″ N, 10° 37′ 23″ O)                             | Wohnhäuser Oldenburger Landstraße 4–11                        | Reihe von Wohnhäusern; 1905 bis 1912; Architekten Oskar Fischer, Christian Klücher, Heidenreich + Weichel u.a.; ein- bis zweigeschossige, repräsentative Stadtvillen in offener Bebauung, überwiegend Putzbauten, geschlossene städtebauliche Situation - Begründung: geschichtlich, künstlerisch, städtebaulich - Schutzumfang: Wohnhäuser Oldenburger Landstraße 4 (mit Einfriedung), 5, 6, 7, 8 (mit Einfriedung), 9 (mit Einfriedung) | BW              |
| 34505 Wikidata | Plöner Straße 20, 22, 24–26, 28 (54° 8′ 17″ N, 10° 36′ 47″ O)                                                 | Wohn- und Geschäftshäuser Plöner Straße 20–28                 | Reihe von vier Wohn- und Geschäftshäusern; 1873 bis 1911; zweibis dreigeschossige Wohnbauten in geschlossener und halboffener Bebauung, repräsentativ gestaltete Fassaden, überwiegend geputzt, teilweise mit Geschäftsnutzung im Erdgeschoss - Begründung: geschichtlich, künstlerisch, städtebaulich - Schutzumfang: Wohn- und Geschäftshäuser Plöner Straße 20, 22, 24-26, 28 | BW              |
| 32953 Wikidata | Plöner Straße 50, 52, 54, 56 (54° 8′ 15″ N, 10° 36′ 29″ O)                                                    | Straßenzeile Plöner Straße 50–56                              | Reihe von vier Wohnhäusern; um 1870; zweigeschossige repräsentative Wohnbauten mit ähnlicher formaler und stilistischer Gestaltung, rustizierte Putzfassaden in spätklassizistischen Formen, geschlossene städtebauliche Situation - Begründung: geschichtlich, künstlerisch, städtebaulich - Schutzumfang: Wohnhäuser Plöner Straße 50, 52, 54, 56 | BW              |
| 32954 Wikidata | Plöner Straße 62, 64, 66, 68, 72, 74, 76, 76a, 78, 80 (54° 8′ 12″ N, 10° 36′ 17″ O)                           | Straßenzeile Plöner Straße 62–80                              | Reihe von zehn Villen und Wohnhäusern; letztes Drittel 19. Jh.; zweigeschossige repräsentative Wohngebäude in offener Bebauung, Fassaden überwiegend verputzt, spätklassizistische Formen, geschlossene städtebauliche Situation, teilweise mit historischen Einfriedungen - Begründung: geschichtlich, künstlerisch, städtebaulich - Schutzumfang: Wohnhäuser Plöner Straße 62, 64, 66, 68, 72, 74, 76, 76a, 78, 80 | BW              |
| 32955 Wikidata | Riemannstraße 94, 96 (54° 8′ 45″ N, 10° 36′ 40″ O)                                                            | Wohnhäuser Riemannstraße 94, 96                               | Zwei benachbarte Wohnhäuser; um 1910, Architekt Christian Klücher; eingeschossige landhausartige Putzbauten, giebelständig bzw. mit übergiebeltem Seitenrisalit zur Straße, ausgebaute Dächer, zeittypische Fassadengestaltung, offene Bebauung - Begründung: geschichtlich, städtebaulich - Schutzumfang: Wohnhäuser Riemannstraße 94, 96 | BW              |
| 32875 Wikidata | Stolbergstraße 1, 3, 5a, 5, 7, 9, 11, 13, 15, 17, 19, Lübecker Straße 1, Markt 18 (54° 8′ 9″ N, 10° 37′ 2″ O) | Straßenzeile Stolbergstraße (Westseite)                       | Reihe von Bürgerhäusern; 18./19. Jh., im Kern zum Teil auch älter; zweigeschossige, meist traufständige Fachwerkbauten in dichter Bebauung, die Straßenfassaden teilweise in Backstein, überwiegend mit Geschäftsnutzung in den Erdgeschossen, geschlossene städtebauliche Situation - Begründung: geschichtlich, künstlerisch, städtebaulich - Schutzumfang: Wohnhäuser Lübecker Straße 1, Markt 18 (Rückflügel), Wohn- und Geschäftshäuser Stolbergstraße 1, 3, 5, 5a, 7, 9, 11, 13, 15, 17, 19 | Fotos hochladen |
| 32936 Wikidata | Voßplatz 2, 4 (54° 8′ 20″ N, 10° 36′ 55″ O)                                                                   | Baugruppe Voßplatz 2, 4                                       | Zwei Wohn- und Geschäftshäuser; 18. Jh.; Fachwerkbauten in offener Bebauung mit zweigeschossigen straßenseitigen Fassaden in Backstein bzw. Putz, mit aufgesetzten Zwerchhäusern - Begründung: geschichtlich, städtebaulich - Schutzumfang: Wohn- und Geschäftshäuser Voßplatz 2, 4 | BW              |
| 32969 Wikidata | Voßplatz 5, 7, 9 (54° 8′ 22″ N, 10° 36′ 54″ O)                                                                | Baugruppe Voßplatz 5, 7, 9                                    | ehem. Gasthaus „Voßeck“ und zwei benachbarte Wohnhäuser; 18. Jh.; ein- bis zweigeschossige Gebäude in Fachwerkbauweise oder mit Fachwerkkern, Fassaden teilweise massiv in Backstein, platzbildende Gebäudegruppe in offener Bebauung - Begründung: geschichtlich, städtebaulich - Schutzumfang: Wohn- und Geschäftshäuser Voßplatz 5, 7, 9 | BW              |
| 32970 Wikidata | Weidestraße 24, 26, 28 (54° 7′ 53″ N, 10° 36′ 59″ O)                                                          | Straßenzeile Weidestraße 24, 26, 28                           | Reihe von drei Fachwerkgebäuden; 18./19. Jh.; zwei eingeschossige Wohnhäuser sowie ein Fachhallenhaus in offener Bebauung, Fachwerkbauweise, geschlossene städtebauliche Situation - Begründung: geschichtlich, städtebaulich - Schutzumfang: Fachwerkgebäude Weidestraße 24, 26, 28 | BW              |

## Bauliche Anlagen
| Objekt-ID      | Lage                                                         | Offizielle Bezeichnung                                                  | Beschreibung | Bild                                    |
| -------------- | ------------------------------------------------------------ | ----------------------------------------------------------------------- | --- | --------------------------------------- |
| 443 Wikidata   | Albert-Mahlstedt-Straße 1 (54° 8′ 15″ N, 10° 36′ 47″ O)      | Carl-Maria-von-Weber-Gymnasium: Nebengebäude                            | Schulgebäude; 1876; zwei- bis dreigeschossiger, neoklassizistischer Backsteinbau mit straßenseitigen Putzfassaden, übergiebeltem Mittelrisalit und flachem Walmdach, zweigeschossiger Rückflügel mit Satteldach - Begründung: Geschichtlich, Künstlerisch, Städtebaulich - Teil der Sachgesamtheit 38338 Carl-Maria-von-Weber-Gymnasium | BW                                      |
| 1735 Wikidata  | Albert-Mahlstedt-Straße 11 (54° 8′ 13″ N, 10° 36′ 48″ O)     | Wohnhaus                                                                | Alteintragung (Aktualisierung vorgesehen) - Begründung: geschichtlich, künstlerisch, städtebaulich - Schutzumfang: gesamtes Äußeres - Denkmaltyp: Bauliche Anlage, Mehrheit von baulichen Anlagen: Straßenzeile Albert-Mahlstedt-Straße 11-21/Peterstraße 30 | BW                                      |
| 1736 Wikidata  | Albert-Mahlstedt-Straße 13 (54° 8′ 12″ N, 10° 36′ 48″ O)     | Wohnhaus                                                                | Alteintragung (Aktualisierung vorgesehen) - Begründung: geschichtlich, künstlerisch, städtebaulich - Schutzumfang: gesamtes Äußeres - Denkmaltyp: Bauliche Anlage, Mehrheit von baulichen Anlagen: Straßenzeile Albert-Mahlstedt-Straße 11-21/Peterstraße 30 | BW                                      |
| 1737 Wikidata  | Albert-Mahlstedt-Straße 15 (54° 8′ 12″ N, 10° 36′ 48″ O)     | Wohnhaus                                                                | Alteintragung (Aktualisierung vorgesehen) - Begründung: geschichtlich, künstlerisch, städtebaulich - Schutzumfang: gesamtes Äußeres - Denkmaltyp: Bauliche Anlage, Mehrheit von baulichen Anlagen: Straßenzeile Albert-Mahlstedt-Straße 11-21/Peterstraße 30 | BW                                      |
| 10100 Wikidata | Albert-Mahlstedt-Straße 16 (54° 8′ 11″ N, 10° 36′ 47″ O)     | Wohnhaus                                                                | Wohnhaus; Mitte 19. Jh.; zweigeschossiger, traufständiger Backsteinbau mit Halbwalmdach, Balkon über Löwenkopfkonsolen, Einfriedung - Begründung: geschichtlich, städtebaulich - Schutzumfang: Wohnhaus, Einfriedung - Denkmaltyp: Bauliche Anlage | BW                                      |
| 2769 Wikidata  | Albert-Mahlstedt-Straße 17 (54° 8′ 11″ N, 10° 36′ 48″ O)     | Wohnhaus                                                                | Alteintragung (Aktualisierung vorgesehen) - Begründung: geschichtlich, städtebaulich - Schutzumfang: gesamtes Äußeres - Denkmaltyp: Bauliche Anlage, Mehrheit von baulichen Anlagen: Straßenzeile Albert-Mahlstedt-Straße 11-21/Peterstraße 30 | BW                                      |
| 2770 Wikidata  | Albert-Mahlstedt-Straße 19 (54° 8′ 11″ N, 10° 36′ 48″ O)     | Wohnhaus                                                                | Alteintragung (Aktualisierung vorgesehen) - Begründung: geschichtlich, städtebaulich - Schutzumfang: gesamtes Äußeres - Denkmaltyp: Bauliche Anlage, Mehrheit von baulichen Anlagen: Straßenzeile Albert-Mahlstedt-Straße 11-21/Peterstraße 30 | BW                                      |
| 1740 Wikidata  | Albert-Mahlstedt-Straße 21 (54° 8′ 11″ N, 10° 36′ 49″ O)     | Wohnhaus                                                                | Alteintragung (Aktualisierung vorgesehen) - Begründung: geschichtlich, städtebaulich - Schutzumfang: gesamtes Äußeres - Denkmaltyp: Bauliche Anlage, Mehrheit von baulichen Anlagen: Straßenzeile Albert-Mahlstedt-Straße 11-21/Peterstraße 30 | BW                                      |
| 901 Wikidata   | Albert-Mahlstedt-Straße 24 (54° 8′ 9″ N, 10° 36′ 47″ O)      | Wohnhaus                                                                | Alteintragung (Aktualisierung vorgesehen) - Begründung: geschichtlich, künstlerisch, städtebaulich - Schutzumfang: gesamtes Objekt - Denkmaltyp: Bauliche Anlage | BW                                      |
| 6709 Wikidata  | Albert-Mahlstedt-Straße 25 (54° 8′ 9″ N, 10° 36′ 50″ O)      | Wohnhaus                                                                | Alteintragung (Aktualisierung vorgesehen) - Begründung: geschichtlich, städtebaulich - Schutzumfang: gesamtes Objekt - Denkmaltyp: Bauliche Anlage, Mehrheit von baulichen Anlagen: Straßenzeile Albert-Mahlstedt-Straße 25-35a | BW                                      |
| 66 Wikidata    | Albert-Mahlstedt-Straße 26 (54° 8′ 8″ N, 10° 36′ 48″ O)      | Wohnhaus                                                                | Alteintragung (Aktualisierung vorgesehen) - Begründung: geschichtlich, künstlerisch, städtebaulich - Schutzumfang: gesamtes Objekt - Denkmaltyp: Bauliche Anlage | BW                                      |
| 1741 Wikidata  | Albert-Mahlstedt-Straße 28 (54° 8′ 6″ N, 10° 36′ 48″ O)      | Albert-Mahlstedt-Schule                                                 | Alteintragung (Aktualisierung vorgesehen) - Begründung: geschichtlich, künstlerisch, städtebaulich - Schutzumfang: gesamtes Äußeres - Denkmaltyp: Bauliche Anlage | BW                                      |
| 8953 Wikidata  | Albert-Mahlstedt-Straße 29 (54° 8′ 8″ N, 10° 36′ 50″ O)      | Wohnhaus                                                                | Alteintragung (Aktualisierung vorgesehen) - Begründung: geschichtlich, städtebaulich - Schutzumfang: gesamtes Objekt - Denkmaltyp: Bauliche Anlage, Mehrheit von baulichen Anlagen: Straßenzeile Albert-Mahlstedt-Straße 25-35a | BW                                      |
| 8954 Wikidata  | Albert-Mahlstedt-Straße 29 a (54° 8′ 7″ N, 10° 36′ 50″ O)    | Wohnhaus                                                                | Alteintragung (Aktualisierung vorgesehen) - Begründung: geschichtlich, städtebaulich - Schutzumfang: gesamtes Objekt - Denkmaltyp: Bauliche Anlage, Mehrheit von baulichen Anlagen: Straßenzeile Albert-Mahlstedt-Straße 25-35a | BW                                      |
| 1742 Wikidata  | Albert-Mahlstedt-Straße 30 (54° 8′ 6″ N, 10° 36′ 49″ O)      | Wohnhaus                                                                | Alteintragung (Aktualisierung vorgesehen) - Begründung: geschichtlich, städtebaulich - Schutzumfang: gesamtes Objekt - Denkmaltyp: Bauliche Anlage, Mehrheit von baulichen Anlagen: Straßenzeile Albert-Mahlstedt-Straße 25-35a | BW                                      |
| 8955 Wikidata  | Albert-Mahlstedt-Straße 31 (54° 8′ 7″ N, 10° 36′ 50″ O)      | Wohnhaus                                                                | Alteintragung (Aktualisierung vorgesehen) - Begründung: geschichtlich, städtebaulich - Schutzumfang: gesamtes Objekt - Denkmaltyp: Bauliche Anlage, Mehrheit von baulichen Anlagen: Straßenzeile Albert-Mahlstedt-Straße 25-35a | BW                                      |
| 1743 Wikidata  | Albert-Mahlstedt-Straße 32 (54° 8′ 5″ N, 10° 36′ 49″ O)      | Wohnhaus                                                                | Alteintragung (Aktualisierung vorgesehen) - Begründung: geschichtlich, städtebaulich - Schutzumfang: gesamtes Objekt - Denkmaltyp: Bauliche Anlage, Mehrheit von baulichen Anlagen: Straßenzeile Albert-Mahlstedt-Straße 25-35a | BW                                      |
| 8956 Wikidata  | Albert-Mahlstedt-Straße 33 (54° 8′ 7″ N, 10° 36′ 51″ O)      | Wohnhaus                                                                | Alteintragung (Aktualisierung vorgesehen) - Begründung: geschichtlich, städtebaulich - Schutzumfang: gesamtes Objekt - Denkmaltyp: Bauliche Anlage, Mehrheit von baulichen Anlagen: Straßenzeile Albert-Mahlstedt-Straße 25-35a | BW                                      |
| 1744 Wikidata  | Albert-Mahlstedt-Straße 34 (54° 8′ 4″ N, 10° 36′ 49″ O)      | Wohnhaus                                                                | Alteintragung (Aktualisierung vorgesehen) - Begründung: geschichtlich, städtebaulich - Schutzumfang: gesamtes Objekt - Denkmaltyp: Bauliche Anlage, Mehrheit von baulichen Anlagen: Straßenzeile Albert-Mahlstedt-Straße 25-35a | BW                                      |
| 1745 Wikidata  | Albert-Mahlstedt-Straße 36 (54° 8′ 4″ N, 10° 36′ 49″ O)      | Wohnhaus                                                                | Alteintragung (Aktualisierung vorgesehen) - Begründung: geschichtlich, städtebaulich - Schutzumfang: gesamtes Objekt - Denkmaltyp: Bauliche Anlage, Mehrheit von baulichen Anlagen: Straßenzeile Albert-Mahlstedt-Straße 25-35a | BW                                      |
| 1746 Wikidata  | Albert-Mahlstedt-Straße 38 (54° 8′ 3″ N, 10° 36′ 50″ O)      | Wohnhaus                                                                | Alteintragung (Aktualisierung vorgesehen) - Begründung: geschichtlich, künstlerisch, städtebaulich - Schutzumfang: gesamtes Äußeres, Einfriedung (Gitter) - Denkmaltyp: Bauliche Anlage, Mehrheit von baulichen Anlagen: Straßenzeile Albert-Mahlstedt-Straße 30-38, 42 | BW                                      |
| 8957 Wikidata  | Albert-Mahlstedt-Straße 41 (54° 8′ 4″ N, 10° 36′ 52″ O)      | Wohnhaus                                                                | Alteintragung (Aktualisierung vorgesehen) - Begründung: geschichtlich, künstlerisch, städtebaulich - Schutzumfang: gesamtes Objekt - Denkmaltyp: Bauliche Anlage | BW                                      |
| 1747 Wikidata  | Albert-Mahlstedt-Straße 42 (54° 8′ 2″ N, 10° 36′ 50″ O)      | Wohnhaus                                                                | Alteintragung (Aktualisierung vorgesehen) - Begründung: geschichtlich, städtebaulich - Schutzumfang: gesamtes Äußeres - Denkmaltyp: Bauliche Anlage, Mehrheit von baulichen Anlagen: Straßenzeile Albert-Mahlstedt-Straße 30-38, 42 | BW                                      |
| 33187 Wikidata | Albert-Mahlstedt-Straße 59 (54° 7′ 58″ N, 10° 36′ 49″ O)     | Wohnhaus                                                                | Wohnhaus; um 1900; zweigeschossiger Ziegelbau mit Putzfassade in spätklassizistischen Formen, zweigeschossiger Wintergarten - Schutzumfang: Wohnhaus - Begründung: Geschichtlich, Städtebaulich | BW                                      |
| 33543 Wikidata | Am Kleinen See 4 a (54° 7′ 39″ N, 10° 36′ 30″ O)             | Wohnhaus                                                                | Mehrfamilienhaus; 1976, Architekt Heinrich Kleinschmidt; traufständiger, zweigeschossiger Wohnbau mit Satteldach, Ziegelfassade mit Sichtbetonelementen, Balkone - Begründung: geschichtlich, künstlerisch, städtebaulich - Schutzumfang: gesamtes Objekt - Denkmaltyp: Bauliche Anlage | BW                                      |
| 13374 Wikidata | Am Rosengarten 1 (54° 8′ 16″ N, 10° 36′ 56″ O)               | Wohn- und Geschäftshaus                                                 | Wohn- und Geschäftshaus; 19. Jh., im Kern älter; zweigeschossiger Fachwerkbau mit Satteldach, Auslucht und Querflügel, Hauptfassade in Backstein - Begründung: geschichtlich, städtebaulich - Schutzumfang: gesamtes Objekt - Denkmaltyp: Bauliche Anlage | BW                                      |
| 1748 Wikidata  | Am Rosengarten 2 (54° 8′ 16″ N, 10° 36′ 58″ O)               | Wohn- und Geschäftshaus                                                 | Alteintragung (Aktualisierung vorgesehen) - Begründung: geschichtlich, städtebaulich - Schutzumfang: gesamtes Äußeres - Denkmaltyp: Bauliche Anlage | BW                                      |
| 13375 Wikidata | Am Rosengarten 3 (54° 8′ 17″ N, 10° 36′ 56″ O)               | Kreissparkasse                                                          | ehem. Filiale der Oldenburgischen Landesbank; 1910-1911, Baurat Heinrich Früstück; dreigeschossig, Mansardwalmdach, Klinkerfassade mit Natursteingliederung, drei szenische Reliefs - Begründung: geschichtlich, künstlerisch, städtebaulich - Schutzumfang: gesamtes Objekt - Denkmaltyp: Bauliche Anlage | BW                                      |
| 13376 Wikidata | Am Rosengarten 6 (54° 8′ 17″ N, 10° 36′ 56″ O)               | Geschäftshaus                                                           | Geschäftshaus; 1899, Bauherr Rudolph Karstadt; zweigeschossiger Putzbau mit Satteldach mit bauzeitlichen Dachgauben, historisierende Fassade - Begründung: geschichtlich, städtebaulich - Schutzumfang: gesamtes Objekt - Denkmaltyp: Bauliche Anlage | BW                                      |
| 13377 Wikidata | Am Rosengarten 7 (54° 8′ 17″ N, 10° 36′ 55″ O)               | Wohn- und Geschäftshaus                                                 | Wohn- und Geschäftshaus; 2. Hälfte 18. Jh.; zweigeschossiger Fachwerkbau mit Satteldach, Putzgiebel Anfang 20. Jh. - Begründung: geschichtlich, städtebaulich - Schutzumfang: gesamtes Objekt - Denkmaltyp: Bauliche Anlage | BW                                      |
| 13379 Wikidata | Am Rosengarten 11 (54° 8′ 18″ N, 10° 36′ 55″ O)              | Wohn- und Geschäftshaus                                                 | Wohnhaus; 1826; zweigeschossiger Backsteinbau mit Walmdach und übergiebeltem Mittelrisalit - Begründung: geschichtlich, städtebaulich - Schutzumfang: gesamtes Objekt - Denkmaltyp: Bauliche Anlage | BW                                      |
| 9575 Wikidata  | Am Rosengarten 13 (54° 8′ 19″ N, 10° 36′ 55″ O)              | Wohn- und Geschäftshaus „Handelshaus C. F. Janus“                       | Wohn- und Geschäftshaus; 1867-1868, Bauherr Carl Dietrich Jacob Janus, südlicher Anbau 1910; dreigeschossiger Putzbau mit schiefergedecktem Satteldach, Fassadengestaltung in spätklassizistischen Formen, große, rundbogige Schaufenster im Erdgeschoss. - Begründung: geschichtlich, künstlerisch, städtebaulich - Schutzumfang: gesamtes Objekt - Denkmaltyp: Bauliche Anlage, Sachgesamtheit: Handelshaus C. F. Janus | BW                                      |
| 9881 Wikidata  | Am Schloßgarten (54° 8′ 3″ N, 10° 37′ 27″ O)                 | Bauhof: Zufahrtsstraße mit Kopfsteinpflaster                            | Zufahrtsstraße mit historischem Kopfsteinpflaster aus farbigen Feldsteinen - Begründung: geschichtlich, städtebaulich - Schutzumfang: gesamtes Objekt - Denkmaltyp: Bauliche Anlage, Sachgesamtheit: Bauhof Eutin | BW                                      |
| 9882 Wikidata  | Am Schloßgarten 4 (54° 8′ 8″ N, 10° 37′ 29″ O)               | Bauhof: Wohnhaus (Pächterhaus)                                          | Wohnhaus des Gutspächters; vermutlich 1836; eingeschossiger Backsteinbau mit Halbwalmdach und mittigem Zwerchhaus - Begründung: geschichtlich, städtebaulich - Schutzumfang: gesamtes Objekt - Denkmaltyp: Bauliche Anlage, Sachgesamtheit: Bauhof Eutin | BW                                      |
| 1654 Wikidata  | Am Schloßgarten (54° 8′ 3″ N, 10° 37′ 26″ O)                 | Bauhof: Vogtkate                                                        | Alteintragung (Aktualisierung vorgesehen) - Begründung: geschichtlich, städtebaulich - Schutzumfang: Alteintragung (Aktualisierung vorgesehen) - Denkmaltyp: Bauliche Anlage, Sachgesamtheit: Bauhof Eutin | BW                                      |
| 1645 Wikidata  | Am Schloßgarten (54° 8′ 3″ N, 10° 37′ 26″ O)                 | Bauhof: Speicher (westlich)                                             | Alteintragung (Aktualisierung vorgesehen) - Begründung: geschichtlich, städtebaulich - Schutzumfang: Alteintragung (Aktualisierung vorgesehen) - Denkmaltyp: Bauliche Anlage, Sachgesamtheit: Bauhof Eutin | Fotos hochladen                         |
| 1653 Wikidata  | Am Schloßgarten 9 (54° 8′ 6″ N, 10° 37′ 29″ O)               | Bauhof: Pferdestall (östlich)                                           | Alteintragung (Aktualisierung vorgesehen) - Begründung: geschichtlich, städtebaulich - Schutzumfang: Alteintragung (Aktualisierung vorgesehen) - Denkmaltyp: Bauliche Anlage, Sachgesamtheit: Bauhof Eutin | Fotos hochladen                         |
| 31370 Wikidata | Am See 1 (54° 8′ 30″ N, 10° 37′ 11″ O)                       | Bootshaus                                                               | Boots- und Vereinshaus; 1933-1934, Architekt Karl Schöning; kubischer Putzbau mit Klinkergliederung und flachen Walmdächern - Begründung: geschichtlich, künstlerisch, städtebaulich - Schutzumfang: gesamtes Objekt - Denkmaltyp: Bauliche Anlage | BW                                      |
| 13427 Wikidata | Auestraße 10 (54° 9′ 13″ N, 10° 37′ 24″ O)                   | Dreiseithof: Wohnhaus                                                   | Wohnhaus; um 1870; steinsichtiger Ziegelbau mit Halbwalmdach und breitem Zwerchhaus, traufständig - Begründung: geschichtlich, städtebaulich - Schutzumfang: gesamtes Objekt - Denkmaltyp: Bauliche Anlage, Sachgesamtheit: Dreiseithof Fissau | BW                                      |
| 13426 Wikidata | Auestraße 11 (54° 9′ 13″ N, 10° 37′ 34″ O)                   | Alte Schule                                                             | Alte Schule; 19. Jh.; traufständiger Rotsteinbau mit reetgedecktem Vollwalmdach, Zwerchhaus, zweigeschossiger Anbau Ende 19. Jh. - Begründung: geschichtlich, städtebaulich - Schutzumfang: gesamtes Objekt - Denkmaltyp: Bauliche Anlage | BW                                      |
| 6556 Wikidata  | Bahnhofstraße 2 (54° 8′ 8″ N, 10° 36′ 48″ O)                 | Wohn- und Geschäftshaus                                                 | Alteintragung (Aktualisierung vorgesehen) - Begründung: geschichtlich, künstlerisch, städtebaulich - Schutzumfang: gesamtes Objekt - Denkmaltyp: Bauliche Anlage | BW                                      |
| 8952 Wikidata  | Bahnhofstraße 4 (54° 8′ 8″ N, 10° 36′ 47″ O)                 | Wohn- und Geschäftshaus                                                 | Alteintragung (Aktualisierung vorgesehen) - Begründung: geschichtlich, künstlerisch, städtebaulich - Schutzumfang: gesamtes Objekt - Denkmaltyp: Bauliche Anlage | BW                                      |
| 13308 Wikidata | Bahnhofstraße 7 (54° 8′ 7″ N, 10° 36′ 44″ O)                 | Wohnhaus                                                                | Wohnhaus; um 1870/80; zweigeschossiger, traufständiger Putzbau mit flachem Walmdach und rustiziertem Erdgeschoss - Begründung: geschichtlich, städtebaulich - Schutzumfang: gesamtes Objekt - Denkmaltyp: Bauliche Anlage | BW                                      |
| 1749 Wikidata  | Bahnhofstraße 10 (54° 8′ 7″ N, 10° 36′ 44″ O)                | Wohnhaus                                                                | Alteintragung (Aktualisierung vorgesehen) - Begründung: geschichtlich, künstlerisch, städtebaulich - Schutzumfang: gesamtes Äußeres - Denkmaltyp: Bauliche Anlage, Mehrheit von baulichen Anlagen: Straßenzeile Bahnhofstraße 10-18 | BW                                      |
| 1750 Wikidata  | Bahnhofstraße 12 (54° 8′ 7″ N, 10° 36′ 43″ O)                | Wohnhaus                                                                | Alteintragung (Aktualisierung vorgesehen) - Begründung: geschichtlich, städtebaulich - Schutzumfang: gesamtes Äußeres - Denkmaltyp: Bauliche Anlage, Mehrheit von baulichen Anlagen: Straßenzeile Bahnhofstraße 10-18 | BW                                      |
| 1751 Wikidata  | Bahnhofstraße 14 (54° 8′ 7″ N, 10° 36′ 43″ O)                | Wohnhaus                                                                | Alteintragung (Aktualisierung vorgesehen) - Begründung: geschichtlich, städtebaulich - Schutzumfang: gesamtes Äußeres - Denkmaltyp: Bauliche Anlage, Mehrheit von baulichen Anlagen: Straßenzeile Bahnhofstraße 10-18 | BW                                      |
| 1752 Wikidata  | Bahnhofstraße 16 (54° 8′ 7″ N, 10° 36′ 42″ O)                | Wohnhaus                                                                | Alteintragung (Aktualisierung vorgesehen) - Begründung: geschichtlich, künstlerisch, städtebaulich - Schutzumfang: gesamtes Äußeres - Denkmaltyp: Bauliche Anlage, Mehrheit von baulichen Anlagen: Straßenzeile Bahnhofstraße 10-18 | BW                                      |
| 3123 Wikidata  | Bahnhofstraße 17 (54° 8′ 8″ N, 10° 36′ 36″ O)                | Bahnhof Eutin                                                           | Alteintragung (Aktualisierung vorgesehen) - Begründung: geschichtlich, künstlerisch, städtebaulich - Schutzumfang: gesamtes Äußeres - Denkmaltyp: Bauliche Anlage | weitere Fotos \| Fotos hochladen        |
| 1753 Wikidata  | Bahnhofstraße 18 (54° 8′ 7″ N, 10° 36′ 41″ O)                | Wohnhaus                                                                | Alteintragung (Aktualisierung vorgesehen) - Begründung: geschichtlich, städtebaulich - Schutzumfang: gesamtes Äußeres - Denkmaltyp: Bauliche Anlage, Mehrheit von baulichen Anlagen: Straßenzeile Bahnhofstraße 10-18 | BW                                      |
| 32121 Wikidata | Bahnhofstraße 20 (54° 8′ 7″ N, 10° 36′ 41″ O)                | Wohnhaus                                                                | Wohnhaus; 1925, Architekt Dipl.-Ing. Wilhelm; Bauherr Arno Horn; eingeschossiger Ziegelbau mit hohem Walmdach, Veranda im Erdgeschoss, darüber Zwerchhaus und Balkon, Einfriedung - Begründung: geschichtlich, künstlerisch, städtebaulich - Schutzumfang: Wohnhaus, Einfriedung - Denkmaltyp: Bauliche Anlage | BW                                      |
| 8656 Wikidata  | Bahnhofstraße 26 (54° 8′ 7″ N, 10° 36′ 41″ O)                | Wohnhaus mit Gewerbe                                                    | Wohnhaus mit Gewerbe; 2. Hälfte 19. Jh.; zweigeschossiger Backsteinbau mit Putzfassade, zweiachsiger Anbau mit Pilastergliederung und Laden im Erdgeschoss Ende 19. Jh. - Begründung: geschichtlich, städtebaulich - Schutzumfang: gesamtes Objekt - Denkmaltyp: Bauliche Anlage | BW                                      |
| 475 Wikidata   | Bahnhofstraße 36 (54° 8′ 7″ N, 10° 36′ 41″ O)                | Wohnhaus                                                                | Wohnhaus; um 1890; eingeschossiger Bau mit Drempel und Sattel, historistische Putzfassade, Verandaanbau - Begründung: geschichtlich, städtebaulich - Schutzumfang: gesamtes Objekt - Denkmaltyp: Bauliche Anlage | BW                                      |
| 32124 Wikidata | Bahnhofstraße 38-40 (54° 8′ 7″ N, 10° 36′ 41″ O)             | Wohnhaus                                                                | Wohnhaus; 2. Hälfte 19. Jh.; zweigeschossiger Backsteinbau mit Putzfassade, übergiebelter Mittelrisalit, historistischspätklassizistische Formensprache - Begründung: geschichtlich, städtebaulich - Schutzumfang: gesamtes Objekt - Denkmaltyp: Bauliche Anlage | BW                                      |
| 1755 Wikidata  | Bebensundweg (54° 8′ 38″ N, 10° 37′ 17″ O)                   | Freibadeanstalt                                                         | Alteintragung (Aktualisierung vorgesehen) - Begründung: geschichtlich, wissenschaftlich, Kulturlandschaft prägend - Schutzumfang: gesamtes Objekt - Denkmaltyp: Bauliche Anlage | Fotos hochladen                         |
| 13357 Wikidata | Beuthiner Hof 4 (54° 9′ 2″ N, 10° 35′ 33″ O)                 | Beuthiner Hof: Fachwerkscheune                                          | Durchfahrtsscheune; um 1823; Fachwerkbau mit Halbwalmdach - Begründung: geschichtlich, Kulturlandschaft prägend - Schutzumfang: gesamtes Objekt - Denkmaltyp: Bauliche Anlage, Sachgesamtheit: Beuthiner Hof | BW                                      |
| 33907 Wikidata | Bismarckstraße (54° 8′ 22″ N, 10° 36′ 37″ O)                 | Straßenpflaster                                                         | Straßenpflaster; um 1910; unregelmäßig verlegte Pflasterung aus farbigen Feldsteinen - Begründung: geschichtlich, städtebaulich - Schutzumfang: gesamtes Objekt - Denkmaltyp: Bauliche Anlage | BW                                      |
| 1652 Wikidata  | Bismarckstraße 14 (54° 8′ 21″ N, 10° 36′ 38″ O)              | Joh.-Heinr.-Voß-Gymnasium                                               | Alteintragung (Aktualisierung vorgesehen) - Begründung: geschichtlich, künstlerisch, städtebaulich - Schutzumfang: Johann-Heinrich-Voß-Gymnasium, Einfriedung - Denkmaltyp: Bauliche Anlage | weitere Fotos \| Fotos hochladen        |
| 2538 Wikidata  | Bismarckstraße 16 (54° 8′ 24″ N, 10° 36′ 44″ O)              | Wohnhaus                                                                | Wohnhaus; 1911; Architekt Oskar Fischer; Bauherr Wilhelm Harders; eingeschossiger Putzbau auf hohem Klinkersockel, Standerker, Mansarddach mit zwei ausgebauten Geschossen, Zierfachwerk im Giebel - Begründung: geschichtlich, künstlerisch, städtebaulich - Schutzumfang: gesamtes Objekt - Denkmaltyp: Bauliche Anlage, Mehrheit von baulichen Anlagen: Wohnhäuser Bismarckstraße 16, 18, 20 | BW                                      |
| 13311 Wikidata | Bismarckstraße 18 (54° 8′ 25″ N, 10° 36′ 45″ O)              | Wohnhaus                                                                | Wohnhaus; 1911; Architekt Oskar Fischer, Bauherr Bürgermeister Albert Mahlstedt; eingeschossiger Putzbau auf hohem Klinkersockel, Satteldach, Zierfachwerk in den Giebeln, Einfriedung mit gemauertem Torbogen - Begründung: geschichtlich, künstlerisch, städtebaulich - Schutzumfang: Wohnhaus, Einfriedung mit Torbogen - Denkmaltyp: Bauliche Anlage, Mehrheit von baulichen Anlagen: Wohnhäuser Bismarckstraße 16, 18, 20 | BW                                      |
| 10031 Wikidata | Bismarckstraße 22 (54° 8′ 25″ N, 10° 36′ 47″ O)              | Wohnhaus                                                                | Wohnhaus; 1924, Architekt Janssen, Bauherr Wilhelm Harders; repräsentativer zweigeschossiger Backsteinbau, traufständig mit Walmdach, Einfriedung - Begründung: geschichtlich, künstlerisch, städtebaulich - Schutzumfang: Wohnhaus, Einfriedung - Denkmaltyp: Bauliche Anlage | BW                                      |
| 4812 Wikidata  | Bismarckstraße 24 (54° 8′ 26″ N, 10° 36′ 48″ O)              | Wohnhaus                                                                | Wohnhaus; 1926, Architekt Klücher; eingeschossiger Rotsteinbau, ausgebautes Mansarddach mit Schopf und mittigem Zwerchhaus, plastische Fassadengliederung, Einfriedung - Begründung: geschichtlich, städtebaulich - Schutzumfang: Wohnhaus, Einfriedung - Denkmaltyp: Bauliche Anlage | BW                                      |
| 33914 Wikidata | Bismarckstraße 27 (54° 8′ 24″ N, 10° 36′ 39″ O)              | Wohnhaus                                                                | Wohnhaus; um 1910; eingeschossiger Putzbau mit hohem Mansarddach, beidseitig firsthohe Zwerchhäuser, straßenseitiger Erker - Begründung: geschichtlich, städtebaulich - Schutzumfang: gesamtes Objekt - Denkmaltyp: Bauliche Anlage | BW                                      |
| 7990 Wikidata  | Böhmckersweg 1 (54° 7′ 52″ N, 10° 37′ 20″ O)                 | Wohnhaus                                                                | Wohnhaus; 1903; zweigeschossiger, villenartiger Putzbau mit Halbwalmdach, Klinkergliederung und Stuckdetails; Nebengebäude mit Satteldach; historische Gittereinfriedung - Begründung: geschichtlich, städtebaulich - Schutzumfang: Wohnhaus, Nebengebäude, Einfriedung - Denkmaltyp: Bauliche Anlage, Mehrheit von baulichen Anlagen: Wohnhäuser Böhmckersweg 1, 2, 3 | BW                                      |
| 34424 Wikidata | Böhmckersweg 8 (54° 7′ 49″ N, 10° 37′ 24″ O)                 | Wohnhaus                                                                | Wohnhaus; 1937, Architekt A. Runge, Bauherr Dr. med. Wittern; zweigeschossiger Rotsteinbau unter Vollwalmdach mit eingeschossigen Anbauten, hochwertige architektonische Gestaltung mit straffer Gliederung und bauzeitlichen Details (u.a. Fenster, Haustür mit Oberlicht), Fledermausgauben - Begründung: geschichtlich, künstlerisch, städtebaulich - Schutzumfang: gesamtes Objekt - Denkmaltyp: Bauliche Anlage | BW                                      |
| 32226 Wikidata | Braaker Straße 14 (54° 7′ 36″ N, 10° 35′ 0″ O)               | Fachhallenhaus                                                          | Fachhallenhaus; 1788; ehem. Haupthaus der Hofstelle Drückhamer, mit Sackdiele von sechs und Wohnteil von zwei Fach, reetgedecktes Halbwalmdach, Backsteinanbau Ende 19. Jh. - Begründung: geschichtlich, städtebaulich - Schutzumfang: gesamtes Objekt - Denkmaltyp: Bauliche Anlage, Sachgesamtheit: Hofstelle Drückhamer | BW                                      |
| 13313 Wikidata | Bürgerstraße 5 (54° 7′ 47″ N, 10° 37′ 3″ O)                  | Bürgerheim                                                              | Heim für Bedürftige; 1908; zweigeschossiger Backsteinbau mit Walmdach, Fassade mit Staffelgiebeln und Putzfeldern - Begründung: geschichtlich, städtebaulich - Schutzumfang: gesamtes Objekt - Denkmaltyp: Bauliche Anlage | BW                                      |
| 1816 Wikidata  | Carl-Maria-von-Weber-Straße 10 (54° 7′ 57″ N, 10° 37′ 12″ O) | Wohnhaus P. Richter                                                     | Alteintragung (Aktualisierung vorgesehen) - Begründung: geschichtlich, künstlerisch, städtebaulich - Schutzumfang: gesamtes Objekt - Denkmaltyp: Bauliche Anlage | BW                                      |
| 6311 Wikidata  | Carl-Maria-von-Weber-Straße 12 (54° 7′ 57″ N, 10° 37′ 13″ O) | Wohnhaus                                                                | Wohnhaus; Ende 18. Jh.; eingeschossiger, traufständiger Fachwerkbau mit Halbwalmdach und zweigeschossigem Mittelrisalit, langgestreckter Rückflügel, Treppenhausanbau Ende 19. Jh. - Begründung: geschichtlich, städtebaulich - Schutzumfang: gesamtes Objekt - Denkmaltyp: Bauliche Anlage | BW                                      |
| 32220 Wikidata | Carl-Maria-von-Weber-Straße 20 (54° 7′ 53″ N, 10° 37′ 19″ O) | Wohnhaus                                                                | ehem. Wohnhaus, später Katasteramt; 1934; zweigeschossiger Rotsteinbau mit schlichter Fassadengliederung, Walmdach mit niedrigen Gauben - Begründung: geschichtlich, städtebaulich - Schutzumfang: gesamtes Objekt - Denkmaltyp: Bauliche Anlage | BW                                      |
| 29261 Wikidata | Charlottenstraße 04 (54° 7′ 49″ N, 10° 37′ 34″ O)            | Ehemaliges Armenhaus                                                    | Armenhaus der Stadt Eutin; 1882; zweigeschossiger Ziegelbau über T-förmigem Grundriss mit Drempel und flachem Satteldach,Eckquaderung und Geschossband - Begründung: geschichtlich, städtebaulich - Schutzumfang: gesamtes Objekt - Denkmaltyp: Bauliche Anlage | BW                                      |
| 2765 Wikidata  | Dodau 1 (54° 8′ 18″ N, 10° 33′ 19″ O)                        | Forsthof: Wohnhaus                                                      | Alteintragung (Aktualisierung vorgesehen) - Begründung: geschichtlich, Kulturlandschaft prägend - Schutzumfang: gesamtes Äußeres - Denkmaltyp: Bauliche Anlage, Sachgesamtheit: Forsthof Dodau | BW                                      |
| 2766 Wikidata  | Dodau 1 (54° 8′ 18″ N, 10° 33′ 18″ O)                        | Forsthof: Scheune                                                       | Alteintragung (Aktualisierung vorgesehen) - Begründung: geschichtlich, Kulturlandschaft prägend - Schutzumfang: gesamtes Äußeres - Denkmaltyp: Bauliche Anlage, Sachgesamtheit: Forsthof Dodau | BW                                      |
| 1672 Wikidata  | Dodau 1 (54° 8′ 18″ N, 10° 33′ 19″ O)                        | Forsthof: Wirtschaftsgebäude                                            | Alteintragung (Aktualisierung vorgesehen) - Begründung: geschichtlich, Kulturlandschaft prägend - Schutzumfang: gesamtes Äußeres - Denkmaltyp: Bauliche Anlage, Sachgesamtheit: Forsthof Dodau | BW                                      |
| 1674 Wikidata  | Dodau 1 (54° 8′ 20″ N, 10° 33′ 18″ O)                        | Forsthof: Backhaus                                                      | Alteintragung (Aktualisierung vorgesehen) - Begründung: geschichtlich, Kulturlandschaft prägend - Schutzumfang: gesamtes Äußeres - Denkmaltyp: Bauliche Anlage, Sachgesamtheit: Forsthof Dodau | BW                                      |
| 35230 Wikidata | Dorfstraße (54° 9′ 16″ N, 10° 37′ 18″ O)                     | Spritzenhaus mit Inventar                                               | Spritzenhaus der freiwilligen Feuerwehr Fissau-Sibbersdorf; 1909; schlichter heller Ziegelbau mit viergeschossigem holzverschalten Schlauchturm, historische Handdruckspritze (Modell „Rendsburg“) - Begründung: geschichtlich, städtebaulich, technisch - Schutzumfang: Spritzenhaus mit Inventar, Handdruckspritze Modell „Rendsburg“ - Denkmaltyp: Bauliche Anlage | BW                                      |
| 33193 Wikidata | Elisabethstraße 47 (54° 7′ 55″ N, 10° 36′ 51″ O)             | Ehemaliges Logenhaus des Guttempler-Ordens                              | ehem. Logenhaus des Guttempler-Ordens; Anfang 20. Jh.; zweigeschossiger Putzbau mit abgewalmtem Flachdach, Mittelachse mit Eingangsportal zwischen ionischen Halbsäulen und Reliefdarstellung des barmherzigen Samariters - Begründung: geschichtlich, künstlerisch, städtebaulich - Schutzumfang: gesamtes Objekt - Denkmaltyp: Bauliche Anlage | BW                                      |
| 33194 Wikidata | Elisabethstraße 48 (54° 7′ 57″ N, 10° 36′ 45″ O)             | Wohnhaus                                                                | Wohnhaus; um 1900; zweigeschossiger Klinkerbau, abgewalmtes Flachdach mit bauzeitlichen Gauben, späthistoristische Formensprache, Ecktürmchen mit Bezug zur städtebaulichen Situation - Begründung: geschichtlich, städtebaulich - Schutzumfang: gesamtes Objekt - Denkmaltyp: Bauliche Anlage | BW                                      |
| 33202 Wikidata | Elisabethstraße 59 (54° 7′ 54″ N, 10° 36′ 56″ O)             | Wilhelm-Wisser-Schule                                                   | Schulgebäude; 1898 bis 1899; zweigeschossiger traufständiger Putzbau mit flachem Walmdach, strenge Fassadengliederung in spätklassizistischen Formen, Segmentbogenfenster - Begründung: geschichtlich, städtebaulich - Schutzumfang: gesamtes Objekt - Denkmaltyp: Bauliche Anlage | weitere Fotos \| Fotos hochladen        |
| 13439 Wikidata | Eutiner Straße 2 (54° 10′ 37″ N, 10° 37′ 30″ O)              | Haus Waldfrieden                                                        | ehem. „Erholungsheim Waldfrieden“; 1913/14; repräsentativer zweigeschossiger Putzbau, traufständig mit hohem Vollwalmdach und Zwerchhaus, symmetrische Fassade - Begründung: geschichtlich, Kulturlandschaft prägend - Schutzumfang: gesamtes Objekt - Denkmaltyp: Bauliche Anlage | BW                                      |
| 13437 Wikidata | Eutiner Straße 15 (54° 10′ 51″ N, 10° 37′ 17″ O)             | Ehemaliges Sanatorium „Haus Sielbeck“                                   | ehem. Sanatorium; 1899 für den Major Joachim von Levetzow erbaut; repräsentatives zweigeschossiges Gebäude mit reich gegliederter Rotsteinfassade, späthistoristische Villenarchitektur mit hohem Anspruch, qualitätvolle Innenausstattung - Begründung: geschichtlich, künstlerisch, Kulturlandschaft prägend - Schutzumfang: gesamtes Objekt - Denkmaltyp: Bauliche Anlage | BW                                      |
| 31295 Wikidata | Fasaneninsel 1 (54° 8′ 22″ N, 10° 37′ 30″ O)                 | Wohnhaus                                                                | sog. Wohnhaus, ursprünglich wohl ehem. Wirtschaftsgebäude; Mitte 19. Jh., Umbau Mitte der 1960er Jahre; eingeschossiger Fachwerkbau mit reetgedecktem Halbwalmdach - Begründung: geschichtlich, Kulturlandschaft prägend - Schutzumfang: gesamtes Objekt - Denkmaltyp: Bauliche Anlage, Sachgesamtheit: Schloss Eutin | BW                                      |
| 31296 Wikidata | Fasaneninsel 1 (54° 8′ 23″ N, 10° 37′ 34″ O)                 | Verwalterhaus                                                           | Verwalterwohnhaus; Mitte 19. Jh.; kleiner, eingeschossiger Fachwerkbau mit reetgedecktem Vollwalmdach - Begründung: geschichtlich, Kulturlandschaft prägend - Schutzumfang: gesamtes Objekt - Denkmaltyp: Bauliche Anlage, Sachgesamtheit: Schloss Eutin | BW                                      |
| 33942 Wikidata | Holstenweg 2 (54° 8′ 23″ N, 10° 36′ 33″ O)                   | Wohnhaus                                                                | Wohnhaus; um 1925/30; zweigeschossiger Ziegelbau mit Bruchsteinsockel und Vollwalmdach, Standerker mit Balkon und seitlicher Anbau, expressionistische Fassadengestaltung, Einfriedung - Begründung: geschichtlich, künstlerisch, städtebaulich - Schutzumfang: Wohnhaus, Einfriedung - Denkmaltyp: Bauliche Anlage, Mehrheit von baulichen Anlagen: Wohnhäuser Holstenweg 2, 4, 5 | BW                                      |
| 33943 Wikidata | Holstenweg 4 (54° 8′ 23″ N, 10° 36′ 33″ O)                   | Wohnhaus                                                                | Wohnhaus; um 1925/30; zweigeschossiger Ziegelbau auf Bruchsteinsockel, Vollwalmdach, seitlicher Anbau, reiche plastische Fassadengliederung, Einfriedung - Begründung: geschichtlich, künstlerisch, städtebaulich - Schutzumfang: Wohnhaus, Einfriedung - Denkmaltyp: Bauliche Anlage, Mehrheit von baulichen Anlagen: Wohnhäuser Holstenweg 2, 4, 5 | BW                                      |
| 33944 Wikidata | Holstenweg 5 (54° 8′ 22″ N, 10° 36′ 32″ O)                   | Wohnhaus                                                                | Wohnhaus; um 1920/30; eingeschossiger, giebelständiger Ziegelbau mit hohem, bauzeitlich ausgebautem Satteldach, Einfriedung - Begründung: geschichtlich, künstlerisch, städtebaulich - Schutzumfang: Wohnhaus, Einfriedung - Denkmaltyp: Bauliche Anlage, Mehrheit von baulichen Anlagen: Wohnhäuser Holstenweg 2, 4, 5 | BW                                      |
| 32113 Wikidata | Ihlpool 10 (54° 8′ 20″ N, 10° 36′ 50″ O)                     | Wohnhaus                                                                | Wohnhaus; 1773; eingeschossiges, giebelständiges Fachwerkhaus - Begründung: geschichtlich, städtebaulich - Schutzumfang: gesamtes Objekt - Denkmaltyp: Bauliche Anlage | BW                                      |
| 5505 Wikidata  | Jahnhöhe 3 (54° 8′ 31″ N, 10° 36′ 36″ O)                     | Ehemaliges Jugendheim                                                   | ehem. Jugendheim; 1952-1954; Architekt Richard Burmeister; langgestrecktes, zwei- bis dreigeschossiges Rotsteingebäude in Hanglage, Saal mit Kassettendecke im Erdgeschoss, Vollwalmdach, eingeschossiger Seitenflügel - Begründung: geschichtlich, städtebaulich - Schutzumfang: gesamtes Objekt - Denkmaltyp: Bauliche Anlage | BW                                      |
| 33547 Wikidata | Janusstraße 2 b (54° 8′ 11″ N, 10° 36′ 22″ O)                | Ehemalige Neuapostolische Kirche                                        | ehem. Kirche der Neuapostolischen Gemeinde Eutin; 1955; giebelständiger Putzbau mit Satteldach, Rechteckchor im Westen, stützenloser Saal mit Empore, gestuftes Eingangsportal - Begründung: geschichtlich, künstlerisch, städtebaulich - Schutzumfang: gesamtes Objekt - Denkmaltyp: Bauliche Anlage | BW                                      |
| 31415 Wikidata | Janusstraße 4 (54° 8′ 9″ N, 10° 36′ 23″ O)                   | Wohnhaus                                                                | Wohnhaus; um 1880; zweigeschossiger Ziegelbau mit Putzfassade und Satteldach, dreigeschossiger Treppenhausturm, zweigeschossiger Wintergarten, historistische Formensprache mit spätklassizistischen Elementen, Einfriedung - Begründung: geschichtlich, künstlerisch, städtebaulich - Schutzumfang: Wohnhaus, Einfriedung - Denkmaltyp: Bauliche Anlage | BW                                      |
| 7279 Wikidata  | Jungfernort 2 + 6 (54° 8′ 7″ N, 10° 37′ 38″ O)               | Forsthof: Langereihe-Kate                                               | Alteintragung (Aktualisierung vorgesehen) - Begründung: geschichtlich, städtebaulich - Schutzumfang: Alteintragung (Aktualisierung vorgesehen) - Denkmaltyp: Bauliche Anlage, Sachgesamtheit: Forsthof Eutin | BW                                      |
| 28804 Wikidata | Jungfernort 2 + 6 (54° 8′ 7″ N, 10° 37′ 38″ O)               | Forsthof: Katen-Stallgebäude                                            | Alteintragung (Aktualisierung vorgesehen) - Begründung: geschichtlich, städtebaulich - Schutzumfang: Alteintragung (Aktualisierung vorgesehen) - Denkmaltyp: Bauliche Anlage, Sachgesamtheit: Forsthof Eutin | BW                                      |
| 9512 Wikidata  | Jungfernort 4 + 8 (54° 8′ 7″ N, 10° 37′ 40″ O)               | Forsthof: Langereihe-Kate                                               | Alteintragung (Aktualisierung vorgesehen) - Begründung: geschichtlich, städtebaulich - Schutzumfang: Alteintragung (Aktualisierung vorgesehen) - Denkmaltyp: Bauliche Anlage, Sachgesamtheit: Forsthof Eutin | BW                                      |
| 28803 Wikidata | Jungfernort 4 + 8 (54° 8′ 8″ N, 10° 37′ 40″ O)               | Forsthof: Katen-Stallgebäude                                            | Alteintragung (Aktualisierung vorgesehen) - Begründung: geschichtlich, städtebaulich - Schutzumfang: Alteintragung (Aktualisierung vorgesehen) - Denkmaltyp: Bauliche Anlage, Sachgesamtheit: Forsthof Eutin | BW                                      |
| 9279 Wikidata  | Jungfernstieg (54° 8′ 14″ N, 10° 37′ 9″ O)                   | Jungfernstieg                                                           | Alteintragung (Aktualisierung vorgesehen) - Begründung: geschichtlich, städtebaulich - Schutzumfang: Alteintragung (Aktualisierung vorgesehen) - Denkmaltyp: Bauliche Anlage, Sachgesamtheit: Schloss Eutin | BW                                      |
| 1756 Wikidata  | Jungfernstieg 5 (54° 8′ 8″ N, 10° 37′ 9″ O)                  | Gartenknechtshaus                                                       | Alteintragung (Aktualisierung vorgesehen) - Begründung: geschichtlich, städtebaulich - Schutzumfang: Alteintragung (Aktualisierung vorgesehen) - Denkmaltyp: Bauliche Anlage, Sachgesamtheit: Schloss Eutin | BW                                      |
| 2872 Wikidata  | Kirchplatz (54° 8′ 14″ N, 10° 37′ 1″ O)                      | Kirche St. Michaelis mit Ausstattung                                    | Die St.-Michaelis-Kirche wurde im 12. Jahrhundert im romanischen Stil erbaut. Alteintragung (Aktualisierung vorgesehen) - Begründung: geschichtlich, wissenschaftlich, künstlerisch, städtebaulich - Schutzumfang: Kirche St. Michaelis mit Ausstattung, Kirchhof - Denkmaltyp: Bauliche Anlage, Sachgesamtheit: Kirche Eutin | weitere Fotos \| Fotos hochladen        |
| 1758 Wikidata  | Kirchplatz 1 (54° 8′ 13″ N, 10° 37′ 3″ O)                    | Organistenhaus                                                          | Alteintragung (Aktualisierung vorgesehen) - Begründung: geschichtlich, städtebaulich - Schutzumfang: gesamtes Äußeres - Denkmaltyp: Bauliche Anlage, Sachgesamtheit: Kirche Eutin | weitere Fotos \| Fotos hochladen        |
| 1693 Wikidata  | Kirchplatz 5 (54° 8′ 15″ N, 10° 37′ 3″ O)                    | Pastorat                                                                | Alteintragung (Aktualisierung vorgesehen) - Begründung: geschichtlich, städtebaulich - Schutzumfang: gesamtes Äußeres - Denkmaltyp: Bauliche Anlage, Sachgesamtheit: Kirche Eutin | weitere Fotos \| Fotos hochladen        |
| 31859 Wikidata | Königstraße 3 (54° 8′ 13″ N, 10° 36′ 58″ O)                  | Wohn- und Geschäftshaus                                                 | Wohn- und Geschäftshaus; 1876; zweigeschossiger Putzbau mit Satteldach, Fassade in Formen der Neurenaissance - Begründung: geschichtlich, städtebaulich - Schutzumfang: gesamtes Objekt - Denkmaltyp: Bauliche Anlage | BW                                      |
| 1734 Wikidata  | Königstraße 13 (54° 8′ 15″ N, 10° 36′ 58″ O)                 | ehem. Hofapotheke                                                       | Alteintragung (Aktualisierung vorgesehen) - Begründung: geschichtlich, wissenschaftlich, städtebaulich - Schutzumfang: gesamtes Objekt - Denkmaltyp: Bauliche Anlage | weitere Fotos \| Fotos hochladen        |
| 32127 Wikidata | Königstraße 14 (54° 8′ 15″ N, 10° 36′ 59″ O)                 | Wohn- und Geschäftshaus                                                 | Wohn- und Geschäftshaus; im Kern Mitte 18. Jh., 1875 erweitert; zweigeschossiger Backsteinbau mit spätklassizistischer Putzfassade, Ecklage durch Turmaufbau betont - Begründung: geschichtlich, städtebaulich - Schutzumfang: gesamtes Objekt - Denkmaltyp: Bauliche Anlage | BW                                      |
| 1556 Wikidata  | Königstraßenpassage 2 (54° 8′ 13″ N, 10° 36′ 56″ O)          | Ehemaliges Küchenhaus                                                   | Alteintragung (Aktualisierung vorgesehen) - Begründung: geschichtlich, städtebaulich - Schutzumfang: gesamtes Objekt - Denkmaltyp: Bauliche Anlage, Sachgesamtheit: Marktplatz Eutin | BW                                      |
| 1754 Wikidata  | Krete 6 (54° 9′ 15″ N, 10° 37′ 1″ O)                         | Fachhallenhaus (Wichhof)                                                | Fachhallenhaus; 1793; Zweiständerbau mit reetgedecktem Halbwalmdach - Begründung: geschichtlich, städtebaulich - Schutzumfang: gesamtes Objekt - Denkmaltyp: Bauliche Anlage | BW                                      |
| 13428 Wikidata | Krete 12 a (54° 9′ 13″ N, 10° 37′ 6″ O)                      | Fachhallenkate                                                          | Fachhallenkate; 1764; Durchgangsdielenkate von vier Fach mit reetgedecktem Halbwalmdach, Zweiständergerüst - Begründung: geschichtlich, städtebaulich - Schutzumfang: gesamtes Objekt - Denkmaltyp: Bauliche Anlage | BW                                      |
| 13429 Wikidata | Krete 14 (54° 9′ 12″ N, 10° 37′ 8″ O)                        | Fachhallenhaus                                                          | Fachhallenhaus; 1746; ehem. Haupthaus der Hofstelle Mansfeldt, eingeschossiger Fachwerkbau mit reetgedecktem Halbwalmdach, Zweiständergerüst - Begründung: geschichtlich, städtebaulich - Schutzumfang: gesamtes Objekt - Denkmaltyp: Bauliche Anlage | BW                                      |
| 26512 Wikidata | Krete 16 (54° 9′ 11″ N, 10° 37′ 9″ O)                        | Ehemalige Fachhallenkate                                                | Fachhallenkate; 17. Jh.; Zweiständerbau von vier Fach, Reetdach, mit Bohlen verschalter Wirtschaftsgiebel - Begründung: geschichtlich, städtebaulich - Schutzumfang: gesamtes Objekt - Denkmaltyp: Bauliche Anlage | BW                                      |
| 13430 Wikidata | Krete 22 (54° 9′ 12″ N, 10° 37′ 11″ O)                       | Fachhallenhaus                                                          | Fachhallenhaus; 1763; ehem. Haupthaus mit Sackdiele und Halbwalmdach, Zweiständergerüst - Begründung: geschichtlich, städtebaulich - Schutzumfang: gesamtes Objekt - Denkmaltyp: Bauliche Anlage | BW                                      |
| 10032 Wikidata | Langer Königsberg 4 (54° 8′ 23″ N, 10° 36′ 51″ O)            | Ehemalige Gastwirtschaft „Zur Bergquelle“                               | ehem. Gastwirtschaft; Mitte 19. Jh., im Kern vermutlich älter; zweigeschossiger, traufständiger Fachwerkbau, Satteldach, mit eingeschossigem rückwärtigen Anbau - Begründung: geschichtlich, städtebaulich - Schutzumfang: gesamtes Objekt - Denkmaltyp: Bauliche Anlage | BW                                      |
| 6314 Wikidata  | Langer Königsberg 7 (54° 8′ 23″ N, 10° 36′ 49″ O)            | Wohnhaus                                                                | Wohnhaus; 1. Hälfte 18. Jh.; eingeschossiger Backsteinbau, ursprünglich Fachwerk, Satteldach mit firsthohem Zwerchhaus, nach Westen erweitert - Begründung: geschichtlich, städtebaulich - Schutzumfang: gesamtes Objekt - Denkmaltyp: Bauliche Anlage | BW                                      |
| 7398 Wikidata  | Langer Königsberg 11 (54° 8′ 23″ N, 10° 36′ 47″ O)           | Wohnhaus                                                                | Wohnhaus; 1884; ein- bis zweigeschossiger, traufständiger Ziegelbau mit Drempel unter Satteldach, übergiebelter Eingangsbereich - Begründung: geschichtlich, städtebaulich - Schutzumfang: gesamtes Objekt - Denkmaltyp: Bauliche Anlage | BW                                      |
| 7399 Wikidata  | Langer Königsberg 14 (54° 8′ 23″ N, 10° 36′ 44″ O)           | Wohnhaus                                                                | Wohnhaus; Ende 19. Jh.; zweigeschossiger, traufständiger Ziegelbau mit flachem Satteldach und Putzgliederung, Mittelachse übergiebelt - Begründung: geschichtlich, städtebaulich - Schutzumfang: gesamtes Objekt - Denkmaltyp: Bauliche Anlage | BW                                      |
| 33556 Wikidata | Leonhard-Boldt-Straße 6 (54° 9′ 21″ N, 10° 36′ 24″ O)        | Wochenendhaus Leonhard Boldt                                            | Atelier- und Wochenendhaus des Malers Leonhard Boldt; 1933–34, Architekt: Alfred Schulze; kleines eingeschossiges Holzhaus mit Walmdach auf einem älteren, terrassenartigen Unterbau mit expressionistisch gestalteten Ziegelpfeilern - Begründung: geschichtlich, künstlerisch, städtebaulich - Schutzumfang: gesamtes Objekt - Denkmaltyp: Bauliche Anlage | BW                                      |
| 1760 Wikidata  | Lübecker Straße 1 (54° 8′ 9″ N, 10° 37′ 2″ O)                | Wohnhaus                                                                | Alteintragung (Aktualisierung vorgesehen) - Begründung: geschichtlich, städtebaulich - Schutzumfang: gesamtes Äußeres - Denkmaltyp: Bauliche Anlage, Mehrheit von baulichen Anlagen: Straßenzeile Stolbergstraße (Westseite) | BW                                      |
| 13321 Wikidata | Lübecker Straße 2 (54° 8′ 9″ N, 10° 37′ 2″ O)                | Wohn- und Geschäftshaus                                                 | Wohn- und Geschäftshaus; um 1867; dreigeschossiger Ziegelbau über trapezförmigem Grundriss, Putzfassade in repräsentativen spätklassizistischen Formen, Hauptfront mit flachem Dreiecksgiebel - Begründung: geschichtlich, städtebaulich - Schutzumfang: gesamtes Objekt - Denkmaltyp: Bauliche Anlage | BW                                      |
| 29774 Wikidata | Lübecker Straße 4 (54° 8′ 8″ N, 10° 37′ 2″ O)                | Wohn- und Geschäftshaus                                                 | Wohn- und Geschäftshaus; im Kern vermutlich 18. Jh.; kleines zweigeschossiges Fachwerkhaus mit Backsteinfassade, Satteldach - Begründung: geschichtlich, städtebaulich - Schutzumfang: gesamtes Objekt - Denkmaltyp: Bauliche Anlage, Sachgesamtheit: Wohn- und Geschäftshaus mit Speicher | BW                                      |
| 34826 Wikidata | Lübecker Straße 4 (54° 8′ 8″ N, 10° 37′ 1″ O)                | Speicher                                                                | Speicher; 2. Hälfte 19. Jh.; dreigeschossiger Ziegelbau mit seitlicher Durchfahrt und flachem Satteldach, Putzfassade - Begründung: geschichtlich, städtebaulich - Schutzumfang: gesamtes Objekt - Denkmaltyp: Bauliche Anlage, Sachgesamtheit: Wohn- und Geschäftshaus mit Speicher | BW                                      |
| 1761 Wikidata  | Lübecker Straße 5 (54° 8′ 9″ N, 10° 37′ 3″ O)                | Wohnhaus                                                                | Alteintragung (Aktualisierung vorgesehen) - Begründung: geschichtlich, städtebaulich - Schutzumfang: gesamtes Äußeres - Denkmaltyp: Bauliche Anlage | BW                                      |
| 1762 Wikidata  | Lübecker Straße 8 (54° 8′ 7″ N, 10° 37′ 0″ O)                | Wohnhaus                                                                | Alteintragung (Aktualisierung vorgesehen) - Begründung: geschichtlich, städtebaulich - Schutzumfang: gesamtes Äußeres, Einfriedung - Denkmaltyp: Bauliche Anlage | BW                                      |
| 1763 Wikidata  | Lübecker Straße 11 (54° 8′ 7″ N, 10° 37′ 3″ O)               | Wohnhaus                                                                | Alteintragung (Aktualisierung vorgesehen) - Begründung: geschichtlich, künstlerisch, städtebaulich - Schutzumfang: gesamtes Äußeres, Nebengebäude - Denkmaltyp: Bauliche Anlage | BW                                      |
| 32134 Wikidata | Lübecker Straße 13 – 15 (54° 8′ 6″ N, 10° 37′ 3″ O)          | Ehemaliges Kino                                                         | ehem. Wohnhaus, später Kino; 1903; zweigeschossiger, villenartiger Putzbau in neobarocken Formen unter Mansardwalmdach, turmartige Seitenrisalite - Begründung: geschichtlich, städtebaulich - Schutzumfang: gesamtes Objekt - Denkmaltyp: Bauliche Anlage | BW                                      |
| 12448 Wikidata | Lübecker Straße 14 (54° 8′ 6″ N, 10° 37′ 1″ O)               | Wohn- und Geschäftshaus                                                 | Wohn- und Geschäftshaus; im Kern 18. Jh., Fassade Mitte 19. Jh.; zweigeschossiger Fachwerkbau mit Walmdach, vorgeblendete Putzfassade in schlichten spätklassizistischen Formen - Begründung: geschichtlich, städtebaulich - Schutzumfang: gesamtes Objekt - Denkmaltyp: Bauliche Anlage | BW                                      |
| 1764 Wikidata  | Lübecker Straße 17 (54° 8′ 5″ N, 10° 37′ 3″ O)               | St.-Georg-Hospital                                                      | Alteintragung (Aktualisierung vorgesehen) - Begründung: geschichtlich, künstlerisch, städtebaulich - Schutzumfang: St.-Georg-Hospital, Straßenpflaster (ehem. Hofzufahrt St.-GeorgHospital) - Denkmaltyp: Bauliche Anlage, Mehrheit von baulichen Anlagen: Baugruppe Lübecker Straße 17, 19, 21 | weitere Fotos \| Fotos hochladen        |
| 1738 Wikidata  | Lübecker Straße 19 (54° 8′ 5″ N, 10° 37′ 2″ O)               | Wohnhaus (ehem. Herberge zur Heimat)                                    | Alteintragung (Aktualisierung vorgesehen) - Begründung: geschichtlich, städtebaulich - Schutzumfang: gesamtes Äußeres - Denkmaltyp: Bauliche Anlage, Mehrheit von baulichen Anlagen: Baugruppe Lübecker Straße 17, 19, 21 | BW                                      |
| 1739 Wikidata  | Lübecker Straße 21 (54° 8′ 4″ N, 10° 37′ 2″ O)               | Wohnhaus                                                                | Alteintragung (Aktualisierung vorgesehen) - Begründung: geschichtlich, städtebaulich - Schutzumfang: gesamtes Äußeres - Denkmaltyp: Bauliche Anlage, Mehrheit von baulichen Anlagen: Baugruppe Lübecker Straße 17, 19, 21 | BW                                      |
| 12446 Wikidata | Lübecker Straße 22 (54° 8′ 4″ N, 10° 37′ 1″ O)               | Wohn- und Geschäftshaus                                                 | Wohn- und Geschäftshaus; 1820, Umbau Mitte 19. Jh.; im Kern zweigeschossiger Fachwerkbau, straßenseitig dreigeschossig ausgebaut, mit Putzfassade in spätklassizistischen Formen - Begründung: geschichtlich, städtebaulich - Schutzumfang: gesamtes Objekt - Denkmaltyp: Bauliche Anlage | BW                                      |
| 32138 Wikidata | Lübecker Straße 24 (54° 8′ 4″ N, 10° 37′ 1″ O)               | Wohn- und Geschäftshaus                                                 | Wohn- und Geschäftshaus; im Kern Ende 18. Jh.; zweigeschossiger Fachwerkbau mit Backsteinfassade, hohes Satteldach, zur Straße als Walm ausgebildet, kleiner Dreiecksgiebel - Begründung: geschichtlich, städtebaulich - Schutzumfang: gesamtes Objekt - Denkmaltyp: Bauliche Anlage | BW                                      |
| 13324 Wikidata | Lübecker Straße 27 (54° 8′ 3″ N, 10° 37′ 3″ O)               | Wohn- und Geschäftshaus                                                 | Wohn- und Geschäftshaus; 1857; traufständiger, zweigeschossiger Fachwerkbau mit Satteldach, zehnachsige Backsteinfassade mit reicher Lisenengliederung - Begründung: geschichtlich, städtebaulich - Schutzumfang: gesamtes Objekt - Denkmaltyp: Bauliche Anlage | BW                                      |
| 32139 Wikidata | Lübecker Straße 34 (54° 8′ 1″ N, 10° 37′ 3″ O)               | Wohn- und Geschäftshaus                                                 | Wohn- und Geschäftshaus; im Kern 1785, um 1870 umgebaut; im Kern zweigeschossiger Fachwerkbau, straßenseitig ein drittes Geschoss aufgesetzt, Putzfassade in spätklassizistischen Formen mit flachem Dreiecksgiebel als Abschluss - Begründung: geschichtlich, städtebaulich - Schutzumfang: gesamtes Objekt - Denkmaltyp: Bauliche Anlage | BW                                      |
| 13325 Wikidata | Lübecker Straße 36 (54° 8′ 1″ N, 10° 37′ 3″ O)               | Wohn- und Geschäftshaus                                                 | Wohn- und Geschäftshaus; 17./18. Jh., Fassade 1906; zweigeschossiges Traufenhaus mit Halbwalmdach, Rotsteinfassade mit Putzgliederung in Jugendstil- und neobarocken Formen - Begründung: geschichtlich, städtebaulich - Schutzumfang: gesamtes Objekt - Denkmaltyp: Bauliche Anlage | BW                                      |
| 1759 Wikidata  | Lübecker Straße 37 (54° 8′ 1″ N, 10° 37′ 6″ O)               | Kreishaus                                                               | Alteintragung (Aktualisierung vorgesehen) - Begründung: geschichtlich, städtebaulich - Schutzumfang: gesamtes Objekt - Denkmaltyp: Bauliche Anlage | BW                                      |
| 1767 Wikidata  | Lübecker Straße 38 (54° 8′ 1″ N, 10° 37′ 4″ O)               | Wohn- und Geschäftshaus                                                 | Alteintragung (Aktualisierung vorgesehen) - Begründung: geschichtlich, städtebaulich - Schutzumfang: gesamtes Objekt - Denkmaltyp: Bauliche Anlage, Mehrheit von baulichen Anlagen: Straßenzeile Lübecker Straße 38, 40, 42 | BW                                      |
| 1768 Wikidata  | Lübecker Straße 40 (54° 8′ 0″ N, 10° 37′ 4″ O)               | Wohn- und Geschäftshaus                                                 | Alteintragung (Aktualisierung vorgesehen) - Begründung: geschichtlich, künstlerisch, städtebaulich - Schutzumfang: gesamtes Äußeres - Denkmaltyp: Bauliche Anlage, Mehrheit von baulichen Anlagen: Straßenzeile Lübecker Straße 38, 40, 42 | BW                                      |
| 1769 Wikidata  | Lübecker Straße 42 (54° 8′ 0″ N, 10° 37′ 4″ O)               | Wohn- und Geschäftshaus                                                 | Alteintragung (Aktualisierung vorgesehen) - Begründung: geschichtlich, städtebaulich - Schutzumfang: gesamtes Äußeres - Denkmaltyp: Bauliche Anlage, Mehrheit von baulichen Anlagen: Straßenzeile Lübecker Straße 38, 40, 42 | BW                                      |
| 1765 Wikidata  | Lübecker Straße 48 (54° 7′ 59″ N, 10° 37′ 5″ O)              | Wohnhaus (Geburtshaus Carl Maria von Weber)                             | Alteintragung (Aktualisierung vorgesehen) - Begründung: geschichtlich, städtebaulich - Schutzumfang: gesamtes Äußeres - Denkmaltyp: Bauliche Anlage | weitere Fotos \| Fotos hochladen        |
| 7973 Wikidata  | Malenter Landstraße (54° 9′ 20″ N, 10° 36′ 12″ O)            | Wilhelmsturm                                                            | Der Kaiser-Wilhelm-Turm in Eutin ist ein zu Ehren des deutschen Kaisers Wilhelm I. auf einer kleinen (als „Wilhelmshöhe“ bezeichneten) Anhöhe an der Südspitze des Kellersees errichtete Aussichtsturm. Alteintragung (Aktualisierung vorgesehen) - Begründung: geschichtlich, städtebaulich - Schutzumfang: gesamtes Objekt - Denkmaltyp: Bauliche Anlage | weitere Fotos \| Fotos hochladen        |
| 8617 Wikidata  | Markt (54° 8′ 10″ N, 10° 37′ 0″ O)                           | Ehrenmal für die Gefallenen des Deutsch-Französischen Krieges (Obelisk) | Alteintragung (Aktualisierung vorgesehen) - Begründung: geschichtlich, städtebaulich - Schutzumfang: gesamtes Objekt - Denkmaltyp: Bauliche Anlage, Sachgesamtheit: Marktplatz Eutin | BW                                      |
| 2694 Wikidata  | Markt 1 (54° 8′ 9″ N, 10° 37′ 0″ O)                          | Rathaus                                                                 | Alteintragung (Aktualisierung vorgesehen) - Begründung: geschichtlich, künstlerisch, städtebaulich - Schutzumfang: gesamtes Objekt - Denkmaltyp: Bauliche Anlage, Sachgesamtheit: Marktplatz Eutin | Fotos hochladen                         |
| 1775 Wikidata  | Markt 1 (54° 8′ 9″ N, 10° 37′ 0″ O)                          | Rathaus-Nebengebäude                                                    | Alteintragung (Aktualisierung vorgesehen) - Begründung: geschichtlich, künstlerisch, städtebaulich - Schutzumfang: gesamtes Äußeres - Denkmaltyp: Bauliche Anlage, Sachgesamtheit: Marktplatz Eutin | BW                                      |
| 6302 Wikidata  | Markt 3 (54° 8′ 9″ N, 10° 36′ 59″ O)                         | Wohn- und Geschäftshaus                                                 | Alteintragung (Aktualisierung vorgesehen) - Begründung: geschichtlich, städtebaulich - Schutzumfang: gesamtes Äußeres - Denkmaltyp: Bauliche Anlage, Sachgesamtheit: Marktplatz Eutin | BW                                      |
| 13328 Wikidata | Markt 4 (54° 8′ 10″ N, 10° 36′ 59″ O)                        | Wohn- und Geschäftshaus                                                 | Wohn- und Geschäftshaus; um 1860; dreigeschossiger Putzbau mit Satteldach, Fassade mit Pilastergliederung und anderen spätklassizistischen Elementen - Begründung: geschichtlich, städtebaulich - Schutzumfang: gesamtes Objekt (Markt 4, Peterstraße 2) - Denkmaltyp: Bauliche Anlage, Sachgesamtheit: Marktplatz Eutin | BW                                      |
| 1776 Wikidata  | Markt 9 (54° 8′ 13″ N, 10° 36′ 56″ O)                        | Großherzogliches Palais (Witwenpalais)                                  | Alteintragung (Aktualisierung vorgesehen) - Begründung: geschichtlich, künstlerisch, städtebaulich - Schutzumfang: gesamtes Objekt - Denkmaltyp: Bauliche Anlage, Sachgesamtheit: Marktplatz Eutin | weitere Fotos \| Fotos hochladen        |
| 2771 Wikidata  | Markt 10 (54° 8′ 13″ N, 10° 36′ 59″ O)                       | Wohn- und Geschäftshaus                                                 | Alteintragung (Aktualisierung vorgesehen) - Begründung: geschichtlich, wissenschaftlich, städtebaulich - Schutzumfang: gesamtes Äußeres - Denkmaltyp: Bauliche Anlage, Sachgesamtheit: Marktplatz Eutin | BW                                      |
| 1777 Wikidata  | Markt 11 (54° 8′ 12″ N, 10° 37′ 0″ O)                        | Gasthaus                                                                | Alteintragung (Aktualisierung vorgesehen) - Begründung: geschichtlich, städtebaulich - Schutzumfang: gesamtes Äußeres - Denkmaltyp: Bauliche Anlage, Sachgesamtheit: Marktplatz Eutin | BW                                      |
| 2772 Wikidata  | Markt 13 (54° 8′ 11″ N, 10° 37′ 2″ O)                        | Wohnhaus                                                                | Alteintragung (Aktualisierung vorgesehen) - Begründung: geschichtlich, städtebaulich - Schutzumfang: gesamtes Äußeres - Denkmaltyp: Bauliche Anlage, Sachgesamtheit: Marktplatz Eutin | BW                                      |
| 2773 Wikidata  | Markt 14 (54° 8′ 11″ N, 10° 37′ 1″ O)                        | Wohn- und Geschäftshaus                                                 | Alteintragung (Aktualisierung vorgesehen) - Begründung: geschichtlich, städtebaulich - Schutzumfang: gesamtes Äußeres - Denkmaltyp: Bauliche Anlage, Sachgesamtheit: Marktplatz Eutin | BW                                      |
| 1779 Wikidata  | Markt 15 (54° 8′ 11″ N, 10° 37′ 1″ O)                        | Wohn- und Geschäftshaus                                                 | Alteintragung (Aktualisierung vorgesehen) - Begründung: geschichtlich, städtebaulich - Schutzumfang: gesamtes Äußeres - Denkmaltyp: Bauliche Anlage, Sachgesamtheit: Marktplatz Eutin | BW                                      |
| 1778 Wikidata  | Markt 16 (54° 8′ 10″ N, 10° 37′ 1″ O)                        | Wohn- und Geschäftshaus                                                 | Alteintragung (Aktualisierung vorgesehen) - Begründung: geschichtlich, städtebaulich - Schutzumfang: gesamtes Äußeres - Denkmaltyp: Bauliche Anlage, Sachgesamtheit: Marktplatz Eutin | BW                                      |
| 595 Wikidata   | Markt 17 (54° 8′ 10″ N, 10° 37′ 2″ O)                        | Gasthaus Hansa                                                          | Alteintragung (Aktualisierung vorgesehen) - Begründung: geschichtlich, städtebaulich - Schutzumfang: Alteintragung (Aktualisierung vorgesehen) - Denkmaltyp: Bauliche Anlage, Sachgesamtheit: Marktplatz Eutin | BW                                      |
| 2774 Wikidata  | Markt 18 (54° 8′ 9″ N, 10° 37′ 1″ O)                         | Ehemaliges Hotel „Stumpfe Ecke“                                         | Alteintragung (Aktualisierung vorgesehen) - Begründung: geschichtlich, städtebaulich - Schutzumfang: gesamtes Äußeres - Denkmaltyp: Bauliche Anlage, Mehrheit von baulichen Anlagen: Straßenzeile Stolbergstraße (Westseite) | BW                                      |
| 1796 Wikidata  | Markt 18 (54° 8′ 10″ N, 10° 37′ 2″ O)                        | Ehemaliges Hotel (Rückflügel Markt 18)                                  | Alteintragung (Aktualisierung vorgesehen) - Begründung: geschichtlich, städtebaulich - Schutzumfang: gesamtes Äußeres - Denkmaltyp: Bauliche Anlage, Sachgesamtheit: Marktplatz Eutin | BW                                      |
| 6303 Wikidata  | Markt 19 (54° 8′ 9″ N, 10° 37′ 1″ O)                         | Wohn- und Geschäftshaus                                                 | Alteintragung (Aktualisierung vorgesehen) - Begründung: geschichtlich, städtebaulich - Schutzumfang: Alteintragung (Aktualisierung vorgesehen) - Denkmaltyp: Bauliche Anlage, Sachgesamtheit: Marktplatz Eutin | BW                                      |
| 6304 Wikidata  | Markt 20 (54° 8′ 9″ N, 10° 37′ 0″ O)                         | Verwaltungsgebäude                                                      | Alteintragung (Aktualisierung vorgesehen) - Begründung: geschichtlich, städtebaulich - Schutzumfang: Alteintragung (Aktualisierung vorgesehen) - Denkmaltyp: Bauliche Anlage, Sachgesamtheit: Marktplatz Eutin | BW                                      |
| 2651 Wikidata  | Mühlenweg 5 (54° 8′ 11″ N, 10° 36′ 37″ O)                    | Windmühle „Moder Grau“                                                  | Aufgrund ihrer erhöhten Lage ist die alte Eutiner Windmühle eines der charakteristischen Gebäude in Eutin. Es handelt sich um eine fünfstöckige Galerieholländermühle mit einem aus rotem Backstein errichteten oktogonalen Unterbau (Turm) und einem reetgedeckten Dach. Die Flügel haben eine Länge von etwa 22 Metern. Die Mühle ließ der Müller Hass 1850 durch den Mühlenbauer Carl Friedrich Trahn (1806–1888) errichten. Alteintragung (Aktualisierung vorgesehen) - Begründung: geschichtlich, städtebaulich, technisch - Schutzumfang: gesamtes Äußeres - Denkmaltyp: Bauliche Anlage | weitere Fotos \| Fotos hochladen        |
| 13332 Wikidata | Oldenburger Landstraße 4 (54° 7′ 57″ N, 10° 37′ 18″ O)       | Villa                                                                   | Villa; 1912; Architekt und Bauherr Oskar Fischer; eingeschossiger, traufständiger Backsteinbau, hohes Vollwalmdach, übergiebelter zweigeschossiger Mittelrisalit mit vorgelagerter halbrunder Säulenhalle und Balkon, Einfriedung - Begründung: geschichtlich, künstlerisch, städtebaulich - Schutzumfang: Villa, Einfriedung - Denkmaltyp: Bauliche Anlage, Mehrheit von baulichen Anlagen: Wohnhäuser Oldenburger Landstraße 4-9 | BW                                      |
| 9141 Wikidata  | Oldenburger Landstraße 5 (54° 7′ 58″ N, 10° 37′ 21″ O)       | Villa                                                                   | Villa; um 1912, Entwurf Oskar Fischer; zweigeschossiger, traufständiger Putzbau mit Vollwalmdach, Fassadengliederung durch Kolossalpilaster, Mittenbetonung durch Standerker und Zwerchhaus - Begründung: geschichtlich, künstlerisch, städtebaulich - Schutzumfang: gesamtes Objekt - Denkmaltyp: Bauliche Anlage, Mehrheit von baulichen Anlagen: Wohnhäuser Oldenburger Landstraße 4-9 | BW                                      |
| 9528 Wikidata  | Oldenburger Landstraße 7 (54° 7′ 58″ N, 10° 37′ 23″ O)       | Villa                                                                   | Villa; 1908; Architekt Oskar Fischer; zweigeschossiger giebelständiger Putzbau unter Sattel- und Mansarddach, Straßenfront mit zweigeschossigem Standerker und zwei Loggien - Begründung: geschichtlich, künstlerisch, städtebaulich - Schutzumfang: gesamtes Objekt - Denkmaltyp: Bauliche Anlage, Mehrheit von baulichen Anlagen: Wohnhäuser Oldenburger Landstraße 4-9 | BW                                      |
| 13335 Wikidata | Oldenburger Landstraße 11 (54° 7′ 58″ N, 10° 37′ 27″ O)      | Villa                                                                   | Villa; 1903, Bauherr Regierungsrat Ruhstrat; eingeschossiger Putzbau mit hohem Sockel, Drempel und Satteldach, Fassade in Anlehnung an spätklassizistische Formen - Begründung: geschichtlich, städtebaulich - Schutzumfang: gesamtes Objekt - Denkmaltyp: Bauliche Anlage | BW                                      |
| 24448 Wikidata | Oldenburger Landstraße 12 (54° 7′ 59″ N, 10° 37′ 30″ O)      | Rettberg-Kaserne: Offiziersheim                                         | Alteintragung (Aktualisierung vorgesehen) - Begründung: geschichtlich, städtebaulich - Schutzumfang: gesamtes Objekt - Denkmaltyp: Bauliche Anlage | BW                                      |
| 28695 Wikidata | Oldenburger Landstraße 18 (54° 8′ 5″ N, 10° 37′ 38″ O)       | Forsthof Eutin: Hauptgebäude                                            | Alteintragung (Aktualisierung vorgesehen) - Begründung: geschichtlich, städtebaulich - Schutzumfang: Alteintragung (Aktualisierung vorgesehen) - Denkmaltyp: Bauliche Anlage, Sachgesamtheit: Forsthof Eutin | BW                                      |
| 28696 Wikidata | Oldenburger Landstraße 18 (54° 8′ 5″ N, 10° 37′ 39″ O)       | Forsthof Eutin: Stallgebäude                                            | Alteintragung (Aktualisierung vorgesehen) - Begründung: geschichtlich, städtebaulich - Schutzumfang: Alteintragung (Aktualisierung vorgesehen) - Denkmaltyp: Bauliche Anlage, Sachgesamtheit: Forsthof Eutin | BW                                      |
| 28697 Wikidata | Oldenburger Landstraße 18 (54° 8′ 5″ N, 10° 37′ 38″ O)       | Forsthof Eutin: Umfassungsmauer                                         | Alteintragung (Aktualisierung vorgesehen) - Begründung: geschichtlich, städtebaulich - Schutzumfang: Alteintragung (Aktualisierung vorgesehen) - Denkmaltyp: Bauliche Anlage, Sachgesamtheit: Forsthof Eutin | BW                                      |
| 13336 Wikidata | Peterstraße 1 (54° 8′ 9″ N, 10° 36′ 58″ O)                   | Wohn- und Geschäftshaus                                                 | Wohn- und Geschäftshaus; um 1900; dreigeschossiger Putzbau, Fassade in historistisch-spätklassizistischer Formensprache, Balkon - Begründung: geschichtlich, städtebaulich - Schutzumfang: gesamtes Objekt - Denkmaltyp: Bauliche Anlage | BW                                      |
| 1781 Wikidata  | Peterstraße 7 (54° 8′ 9″ N, 10° 36′ 57″ O)                   | Wohn- und Geschäftshaus                                                 | Alteintragung (Aktualisierung vorgesehen) - Begründung: geschichtlich, künstlerisch, städtebaulich - Schutzumfang: gesamtes Äußeres - Denkmaltyp: Bauliche Anlage | BW                                      |
| 13339 Wikidata | Peterstraße 14 (54° 8′ 10″ N, 10° 36′ 54″ O)                 | Wohn- und Geschäftshaus                                                 | ehem. Lichtspielhaus; 1912; Architekt Oskar Fischer; repräsentativer dreigeschossiger Putzbau mit Einflüssen des Jugendstils und der Reformbaukunst - Begründung: geschichtlich, künstlerisch, städtebaulich - Schutzumfang: gesamtes Objekt - Denkmaltyp: Bauliche Anlage | BW                                      |
| 2858 Wikidata  | Peterstraße 16 (54° 8′ 10″ N, 10° 36′ 53″ O)                 | Wohn- und Geschäftshaus                                                 | Wohn- und Geschäftshaus; um 1860; zweigeschossiger Bau mit Drempel und Dreiecksgiebel, Backsteinfassade, rückwärtig Fachwerk - Begründung: geschichtlich, städtebaulich - Schutzumfang: gesamtes Objekt - Denkmaltyp: Bauliche Anlage | BW                                      |
| 13340 Wikidata | Peterstraße 17 (54° 8′ 9″ N, 10° 36′ 52″ O)                  | Wohn- und Geschäftshaus                                                 | ehem. Bankgebäude (Spar- und Leihkasse für das Fürstentum Lübeck); 1880; repräsentativer zweigeschossiger Ziegelbau in reichen Neorenaissanceformen - Begründung: geschichtlich, städtebaulich - Schutzumfang: gesamtes Objekt - Denkmaltyp: Bauliche Anlage | BW                                      |
| 1782 Wikidata  | Peterstraße 30 (54° 8′ 10″ N, 10° 36′ 49″ O)                 | Wohn- und Geschäftshaus                                                 | Alteintragung (Aktualisierung vorgesehen) - Begründung: geschichtlich, städtebaulich - Schutzumfang: gesamtes Äußeres - Denkmaltyp: Bauliche Anlage, Mehrheit von baulichen Anlagen: Straßenzeile Albert-Mahlstedt-Straße 11-21/Peterstraße 30 | BW                                      |
| 33905 Wikidata | Plöner Straße (54° 8′ 6″ N, 10° 36′ 9″ O)                    | Friedhofskapelle                                                        | Friedhofskapelle; 1950er Jahre; Ziegelbau über Bruchsteinsockel mit Apsis im Südosten, Satteldach, offener Dachreiter mit Glocke - Begründung: geschichtlich, künstlerisch, städtebaulich - Schutzumfang: gesamtes Objekt - Denkmaltyp: Bauliche Anlage, Sachgesamtheit: Evangelischer Friedhof | BW                                      |
| 1783 Wikidata  | Plöner Straße 15 (54° 8′ 17″ N, 10° 36′ 48″ O)               | Carl-Maria-von-Weber-Gymnasium: Hauptgebäude                            | Alteintragung (Aktualisierung vorgesehen) - Begründung: geschichtlich, künstlerisch, städtebaulich - Schutzumfang: gesamtes Objekt - Denkmaltyp: Bauliche Anlage, Sachgesamtheit: Carl-Maria-von-Weber-Gymnasium | BW                                      |
| 1784 Wikidata  | Plöner Straße 15 (54° 8′ 17″ N, 10° 36′ 47″ O)               | Denkmal Johann Heinrich Voß                                             | Alteintragung (Aktualisierung vorgesehen) - Begründung: geschichtlich, künstlerisch, städtebaulich - Schutzumfang: gesamtes Objekt - Denkmaltyp: Bauliche Anlage, Sachgesamtheit: Carl-Maria-von-Weber-Gymnasium | weitere Fotos \| Fotos hochladen        |
| 1787 Wikidata  | Plöner Straße 19 (54° 8′ 16″ N, 10° 36′ 43″ O)               | Alte Kaserne                                                            | Alteintragung (Aktualisierung vorgesehen) - Begründung: geschichtlich, künstlerisch, städtebaulich - Schutzumfang: gesamtes Äußeres - Denkmaltyp: Bauliche Anlage | BW                                      |
| 33562 Wikidata | Plöner Straße 20 (54° 8′ 18″ N, 10° 36′ 48″ O)               | Wohn- und Geschäftshaus                                                 | Wohn- und Geschäftshaus; 1873; zweigeschossiges Doppelhaus, Backsteinbau mit Stuckgliederung in spätklassizistischen Formen, im Erdgeschoss Ladenzone mit Schaufenstern in Ädikularahmungen - Begründung: geschichtlich, städtebaulich - Schutzumfang: gesamtes Objekt - Denkmaltyp: Bauliche Anlage, Mehrheit von baulichen Anlagen: Wohn- und Geschäftshäuser Plöner Straße 20-28 | BW                                      |
| 13383 Wikidata | Plöner Straße 24 (54° 8′ 18″ N, 10° 36′ 46″ O)               | Wohnhaus                                                                | Doppelwohnhaus; 1878; dreigeschossiger, traufständiger Ziegelbau mit Satteldach, symmetrische Putzfassade in spätklassizistischen Formen, reiche Lisenengliederung - Begründung: geschichtlich, künstlerisch, städtebaulich - Schutzumfang: gesamtes Objekt - Denkmaltyp: Bauliche Anlage, Mehrheit von baulichen Anlag | BW                                      |
| 13384 Wikidata | Plöner Straße 28 (54° 8′ 17″ N, 10° 36′ 44″ O)               | Wohn- und Geschäftshaus                                                 | Wohn- und Geschäftshaus; 1906, Bauherr Leonhard Boldt; dreigeschossiger Jugendstilbau mit Putzfassade und Ziergiebeln, zweigeschossige Erker, bauzeitliche Innenausstattung - Begründung: geschichtlich, künstlerisch, städtebaulich - Schutzumfang: gesamtes Objekt - Denkmaltyp: Bauliche Anlage, Mehrheit von baulichen Anlagen: Wohn- und Geschäftshäuser Plöner Straße 20-28 | BW                                      |
| 32119 Wikidata | Plöner Straße 33 (54° 8′ 14″ N, 10° 36′ 31″ O)               | Wohnhaus                                                                | Wohnhaus; um 1870; zweigeschossiger Putzbau, Fassadengestaltung mit reichem Stuckdekor in Formen des Spätklassizismus - Begründung: geschichtlich, städtebaulich - Schutzumfang: gesamtes Objekt - Denkmaltyp: Bauliche Anlage | BW                                      |
| 13385 Wikidata | Plöner Straße 36 (54° 8′ 17″ N, 10° 36′ 43″ O)               | Wohnhaus                                                                | Wohnhaus; um 1890; dreigeschossiger Backsteinbau mit repräsentativer Putzfassade in historistischen Formen, Satteldach - Begründung: geschichtlich, städtebaulich - Schutzumfang: gesamtes Objekt - Denkmaltyp: Bauliche Anlage | BW                                      |
| 13386 Wikidata | Plöner Straße 42 (54° 8′ 16″ N, 10° 36′ 37″ O)               | Katholische Kirche St. Marien                                           | Katholische Kirche St. Marien; 1888-1889, Architekt A. Bornatsch, Erweiterung 1912/1913; neugotischer Kirchenbau in Backstein, Turm mit Hauptportal und hohem spitzen Helm, Umgestaltung im Inneren 1972/1973 - Begründung: geschichtlich, künstlerisch, städtebaulich - Schutzumfang: gesamtes Objekt - Denkmaltyp: Bauliche Anlage | Fotos hochladen                         |
| 13387 Wikidata | Plöner Straße 48 (54° 8′ 15″ N, 10° 36′ 32″ O)               | Villa                                                                   | Villa; 1900; Architekt Walter Martens, Bauherr ehem. Oberlandjägermeister Hegge; zwei- bis dreigeschossiger Putzbau, Dachgeschoss mit Zierfachwerk, Schieferdeckung, Balkone - Begründung: geschichtlich, künstlerisch, städtebaulich - Schutzumfang: gesamtes Objekt - Denkmaltyp: Bauliche Anlage | BW                                      |
| 28304 Wikidata | Plöner Straße 49 (54° 8′ 11″ N, 10° 36′ 19″ O)               | Wohnhaus                                                                | Wohnhaus; um 1910; eingeschossiger landhausartiger Putzbau über Klinkersockel, hohes ausgebautes Satteldach, seitlicher Hauseingang, Erker, Einfriedung - Begründung: geschichtlich, städtebaulich - Schutzumfang: Wohnhaus, Einfriedung - Denkmaltyp: Bauliche Anlage | BW                                      |
| 1780 Wikidata  | Plöner Straße 50 (54° 8′ 15″ N, 10° 36′ 30″ O)               | Wohnhaus                                                                | Alteintragung (Aktualisierung vorgesehen) - Begründung: geschichtlich, künstlerisch, städtebaulich - Schutzumfang: gesamtes Objekt - Denkmaltyp: Bauliche Anlage, Mehrheit von baulichen Anlagen: Straßenzeile Plöner Straße 50-56 | BW                                      |
| 9696 Wikidata  | Plöner Straße 51 (54° 8′ 11″ N, 10° 36′ 18″ O)               | Wohnhaus                                                                | Wohnhaus für einen Schuldirektor; 1927; zweigeschossiger Backsteinbau mit hohem Walmdach, strenge, die Horizontale betonende Fassadengliederung, Einfriedung - Begründung: geschichtlich, künstlerisch, städtebaulich - Schutzumfang: Wohnhaus, Einfriedung - Denkmaltyp: Bauliche Anlage | BW                                      |
| 1788 Wikidata  | Plöner Straße 52 (54° 8′ 15″ N, 10° 36′ 29″ O)               | Wohnhaus                                                                | Alteintragung (Aktualisierung vorgesehen) - Begründung: geschichtlich, künstlerisch, städtebaulich - Schutzumfang: gesamtes Objekt - Denkmaltyp: Bauliche Anlage, Mehrheit von baulichen Anlagen: Straßenzeile Plöner Straße 50-56 | BW                                      |
| 1789 Wikidata  | Plöner Straße 54 (54° 8′ 15″ N, 10° 36′ 27″ O)               | Wohnhaus                                                                | Alteintragung (Aktualisierung vorgesehen) - Begründung: geschichtlich, künstlerisch, städtebaulich - Schutzumfang: gesamtes Objekt - Denkmaltyp: Bauliche Anlage, Mehrheit von baulichen Anlagen: Straßenzeile Plöner Straße 50-56 | BW                                      |
| 1790 Wikidata  | Plöner Straße 56 (54° 8′ 15″ N, 10° 36′ 27″ O)               | Wohnhaus                                                                | Alteintragung (Aktualisierung vorgesehen) - Begründung: geschichtlich, künstlerisch, städtebaulich - Schutzumfang: gesamtes Äußeres - Denkmaltyp: Bauliche Anlage, Mehrheit von baulichen Anlagen: Straßenzeile Plöner Straße 50-56 | BW                                      |
| 2775 Wikidata  | Plöner Straße 62 (54° 8′ 13″ N, 10° 36′ 21″ O)               | Villa                                                                   | Alteintragung (Aktualisierung vorgesehen) - Begründung: geschichtlich, künstlerisch, städtebaulich - Schutzumfang: gesamtes Objekt - Denkmaltyp: Bauliche Anlage, Mehrheit von baulichen Anlagen: Straßenzeile Plöner Straße 62-80 | BW                                      |
| 1791 Wikidata  | Plöner Straße 64 (54° 8′ 13″ N, 10° 36′ 20″ O)               | Villa                                                                   | Alteintragung (Aktualisierung vorgesehen) - Begründung: geschichtlich, künstlerisch, städtebaulich - Schutzumfang: gesamtes Objekt - Denkmaltyp: Bauliche Anlage, Mehrheit von baulichen Anlagen: Straßenzeile Plöner Straße 62-80 | BW                                      |
| 1792 Wikidata  | Plöner Straße 66 (54° 8′ 13″ N, 10° 36′ 20″ O)               | Villa                                                                   | Alteintragung (Aktualisierung vorgesehen) - Begründung: geschichtlich, künstlerisch, städtebaulich - Schutzumfang: gesamtes Objekt - Denkmaltyp: Bauliche Anlage, Mehrheit von baulichen Anlagen: Straßenzeile Plöner Straße 62-80 | BW                                      |
| 1793 Wikidata  | Plöner Straße 68 (54° 8′ 13″ N, 10° 36′ 19″ O)               | Villa                                                                   | Alteintragung (Aktualisierung vorgesehen) - Begründung: geschichtlich, künstlerisch, städtebaulich - Schutzumfang: gesamtes Objekt - Denkmaltyp: Bauliche Anlage, Mehrheit von baulichen Anlagen: Straßenzeile Plöner Straße 62-80 | BW                                      |
| 10129 Wikidata | Plöner Straße 73 (54° 7′ 58″ N, 10° 35′ 49″ O)               | Wohnhaus                                                                | Wohnhaus; um 1870; zweigeschossiger, giebelständiger Putzbau mit flachem Satteldach, Fassadengestaltung mit Anlehnung an spätklassizistische Formen - Begründung: geschichtlich, städtebaulich - Schutzumfang: gesamtes Objekt - Denkmaltyp: Bauliche Anlage | BW                                      |
| 1794 Wikidata  | Plöner Straße 74 (54° 8′ 12″ N, 10° 36′ 17″ O)               | Villa                                                                   | Alteintragung (Aktualisierung vorgesehen) - Begründung: geschichtlich, künstlerisch, städtebaulich - Schutzumfang: gesamtes Objekt - Denkmaltyp: Bauliche Anlage, Mehrheit von baulichen Anlagen: Straßenzeile Plöner Straße 62-80 | BW                                      |
| 1795 Wikidata  | Plöner Straße 76 (54° 8′ 12″ N, 10° 36′ 14″ O)               | Villa                                                                   | Alteintragung (Aktualisierung vorgesehen) - Begründung: geschichtlich, künstlerisch, städtebaulich - Schutzumfang: gesamtes Objekt - Denkmaltyp: Bauliche Anlage, Mehrheit von baulichen Anlagen: Straßenzeile Plöner Straße 62-80 | BW                                      |
| 2776 Wikidata  | Plöner Straße 80 (54° 8′ 11″ N, 10° 36′ 10″ O)               | Villa                                                                   | Alteintragung (Aktualisierung vorgesehen) - Begründung: geschichtlich, künstlerisch, städtebaulich - Schutzumfang: gesamtes Objekt - Denkmaltyp: Bauliche Anlage, Mehrheit von baulichen Anlagen: Straßenzeile Plöner Straße 62-80 | BW                                      |
| 33576 Wikidata | Plöner Straße 122 (54° 8′ 3″ N, 10° 35′ 54″ O)               | Wohnhaus                                                                | Wohnhaus; 1927, Bauherrin Frau Pastor Decker; eingeschossiger, giebelständiger Ziegelbau mit hohem Satteldach, expressionistische Gestaltung - Begründung: geschichtlich, künstlerisch, städtebaulich - Schutzumfang: gesamtes Objekt - Denkmaltyp: Bauliche Anlage | BW                                      |
| 33577          | Prinzenholzweg 3 (54° 9′ 24″ N, 10° 36′ 10″ O)               | Wohnhaus                                                                | Wohngebäude; um 1910; Putzbau über annähernd kreuzförmigen Grundriss und mit sich durchdringenden Satteldächern, Hauptgiebel mit Standerker; vorgelagerte Terrasse mit polygonaler Einfriedung - Schutzumfang: Wohnhaus, Terrasse - Begründung: Geschichtlich, Städtebaulich | BW                                      |
| 10402 Wikidata | Prinzenholzweg 6 (54° 9′ 26″ N, 10° 36′ 8″ O)                | Wohnhaus                                                                | Alteintragung (Aktualisierung vorgesehen) - Begründung: wissenschaftlich, künstlerisch - Schutzumfang: gesamtes Objekt - Denkmaltyp: Bauliche Anlage | BW                                      |
| 13390 Wikidata | Riemannstraße 2 (54° 8′ 22″ N, 10° 36′ 56″ O)                | Hellwag-Haus                                                            | Wohnhaus; 1781/82; zweigeschossiger, traufständiger Putzbau, Halbwalmdach beidseitig mit mittigem Zwerchhaus, Pilastergliederung - Begründung: geschichtlich, städtebaulich - Schutzumfang: gesamtes Objekt - Denkmaltyp: Bauliche Anlage | BW                                      |
| 10154 Wikidata | Riemannstraße 3 – 5 (54° 8′ 24″ N, 10° 36′ 55″ O)            | Wohnhaus                                                                | Wohnhaus; 1787/1812, im 19. Jh. umgebaut; eingeschossiges, traufständiges Fachwerkhaus mit Straßenfront in Backstein, Zwerchhäuser über den beiden Hauseingängen - Begründung: geschichtlich, städtebaulich - Schutzumfang: gesamtes Objekt - Denkmaltyp: Bauliche Anlage | BW                                      |
| 13393 Wikidata | Riemannstraße 18 (54° 8′ 25″ N, 10° 36′ 55″ O)               | Wohnhaus                                                                | Wohnhaus; um 1820; eingeschossiger Fachwerkbau mit Halbwalmdach, straßenseitige Giebelfront in Backstein - Begründung: geschichtlich, städtebaulich - Schutzumfang: gesamtes Objekt - Denkmaltyp: Bauliche Anlage | BW                                      |
| 13394 Wikidata | Riemannstraße 22 (54° 8′ 26″ N, 10° 36′ 55″ O)               | Wohnhaus                                                                | Wohnhaus; 1855; zweigeschossiger, traufständiger Backsteinbau mit Walmdach, im Obergeschoss teilweise noch Fachwerk - Begründung: geschichtlich, städtebaulich - Schutzumfang: gesamtes Objekt - Denkmaltyp: Bauliche Anlage | BW                                      |
| 13398 Wikidata | Riemannstraße 83 (54° 8′ 44″ N, 10° 36′ 38″ O)               | Wohnhaus                                                                | Wohnhaus; um 1910; eingeschossiger Putzbau in offener Bebauung, hohes Satteldach, seitliche angesetztes Türmchen, Zierfachwerk im Giebel - Begründung: geschichtlich, städtebaulich - Schutzumfang: gesamtes Objekt - Denkmaltyp: Bauliche Anlage | BW                                      |
| 10220 Wikidata | Riemannstraße 96 (54° 8′ 47″ N, 10° 36′ 37″ O)               | Wohnhaus                                                                | Wohnhaus; um 1910, Architekt Christian Klücher; eingeschossiger landhausartiger Putzbau mit hohem Satteldach, seitlicher Treppenhausturm, geputzte Eckquader, im Giebel Zierfachwerk - Begründung: geschichtlich, städtebaulich - Schutzumfang: gesamtes Objekt - Denkmaltyp: Bauliche Anlage, Mehrheit von baulichen Anlagen: Wohnhäuser Riemannstraße 94, 96 | BW                                      |
| 34409 Wikidata | Robert-Schade-Straße (54° 7′ 55″ N, 10° 37′ 23″ O)           | Straßenpflaster                                                         | Straßenpflaster; um 1900; unregelmäßig verlegte Pflasterung aus farbigen Feldsteinen - Begründung: geschichtlich, städtebaulich - Schutzumfang: gesamtes Objekt - Denkmaltyp: Bauliche Anlage | BW                                      |
| 13400 Wikidata | Robert-Schade-Straße 1 (54° 7′ 56″ N, 10° 37′ 21″ O)         | Wohnhaus                                                                | Wohnhaus; 1914; eingeschossiger Putzbau mit hohem Satteldach, zwei Standerker, Zierfachwerk im Giebel - Begründung: geschichtlich, städtebaulich - Schutzumfang: gesamtes Objekt - Denkmaltyp: Bauliche Anlage | BW                                      |
| 10219 Wikidata | Robert-Schade-Straße 2 (54° 7′ 55″ N, 10° 37′ 22″ O)         | Wohnhaus                                                                | Wohnhaus; 1933; eingeschossiger Backsteinbau mit Satteldach, eingeschobene Mittelrisalite an den Traufseiten, dekorativ gestaltete Fassade mit expressionistischen Anklängen - Begründung: geschichtlich, künstlerisch, städtebaulich - Schutzumfang: gesamtes Objekt - Denkmaltyp: Bauliche Anlage | BW                                      |
| 13401 Wikidata | Robert-Schade-Straße 3 (54° 7′ 56″ N, 10° 37′ 22″ O)         | Wohnhaus                                                                | Wohnhaus; 1914; eingeschossiger Putzbau mit hohem Satteldach, straßenseitiger Standerker, seitlicher Anbau mit Hauseingang - Begründung: geschichtlich, städtebaulich - Schutzumfang: gesamtes Objekt - Denkmaltyp: Bauliche Anlage | BW                                      |
| 10218 Wikidata | Robert-Schade-Straße 5 (54° 7′ 56″ N, 10° 37′ 23″ O)         | Wohnhaus                                                                | Wohnhaus; frühe 1930er Jahre; eingeschossiger Backsteinbau mit Satteldach, eingeschobene Mittelrisalite an den Traufseiten, an den Gebäudeecken Erker mit vorkragenden Flachdächern, dekorativ gestaltete Fassade mit expressionistischen Anklängen - Begründung: geschichtlich, künstlerisch, städtebaulich - Schutzumfang: gesamtes Objekt - Denkmaltyp: Bauliche Anlage | BW                                      |
| 12575 Wikidata | Robert-Schade-Straße 7 (54° 7′ 56″ N, 10° 37′ 24″ O)         | Wohnhaus                                                                | Wohnhaus; 1928; Architekt Alfred Schulze; eingeschossiger Backsteinbau mit Mansardwalmdach, straßenseitig Standerker mit Dachgeschossbalkon vor übergiebeltem Zwerchhaus - Begründung: geschichtlich, städtebaulich - Schutzumfang: gesamtes Objekt - Denkmaltyp: Bauliche Anlage | BW                                      |
| 13402 Wikidata | Robert-Schade-Straße 13 (54° 7′ 56″ N, 10° 37′ 27″ O)        | Rentnervereinshaus                                                      | Mehrparteien-Wohnhaus; 1929; Architekt Alfred Schulze; Winkelbau aus Rotsteinen, zweigeschossig, Hauptfassade mit zwei Giebelhäusern und traufständigem Verbindungsbau, Ostseite traufständig, drei Gauben mit Treppengiebeln - Begründung: geschichtlich, städtebaulich - Schutzumfang: gesamtes Objekt - Denkmaltyp: Bauliche Anlage | BW                                      |
| 7975 Wikidata  | Robert-Schade-Straße 20 (54° 7′ 54″ N, 10° 37′ 29″ O)        | Beamtenwohnhaus                                                         | Alteintragung (Aktualisierung vorgesehen) - Begründung: geschichtlich, künstlerisch, städtebaulich - Schutzumfang: gesamtes Objekt - Denkmaltyp: Bauliche Anlage, Sachgesamtheit: Finanzamt Eutin | BW                                      |
| 7974 Wikidata  | Robert-Schade-Straße 22 (54° 7′ 56″ N, 10° 37′ 30″ O)        | Finanzamt                                                               | Alteintragung (Aktualisierung vorgesehen) - Begründung: geschichtlich, künstlerisch, städtebaulich - Schutzumfang: gesamtes Objekt - Denkmaltyp: Bauliche Anlage, Sachgesamtheit: Finanzamt Eutin | BW                                      |
| 7976 Wikidata  | Robert-Schade-Straße 24 (54° 7′ 56″ N, 10° 37′ 29″ O)        | Beamtenwohnhaus                                                         | Alteintragung (Aktualisierung vorgesehen) - Begründung: geschichtlich, künstlerisch, städtebaulich - Schutzumfang: gesamtes Objekt - Denkmaltyp: Bauliche Anlage, Sachgesamtheit: Finanzamt Eutin | BW                                      |
| 35098 Wikidata | Runder Königsberg 8 (54° 8′ 25″ N, 10° 36′ 50″ O)            | Wohnhaus                                                                | Wohnhaus; 1934; Architekt Karl Schöning; eingeschossiges Wohnhaus mit hohem Walmdach, Putzfassade mit Klinkergliederung - Begründung: geschichtlich, städtebaulich - Schutzumfang: gesamtes Objekt - Denkmaltyp: Bauliche Anlage | BW                                      |
| 9499 Wikidata  | Schloßgarten (54° 8′ 4″ N, 10° 37′ 23″ O)                    | Pforthaus                                                               | Alteintragung (Aktualisierung vorgesehen) - Begründung: geschichtlich - Schutzumfang: Alteintragung (Aktualisierung vorgesehen) - Denkmaltyp: Bauliche Anlage, Sachgesamtheit: Schloss Eutin | Fotos hochladen                         |
| 942 Wikidata   | Schloßgarten (54° 7′ 59″ N, 10° 37′ 17″ O)                   | Monopteros („Sonnentempel“)                                             | Alteintragung (Aktualisierung vorgesehen) - Begründung: geschichtlich, künstlerisch - Schutzumfang: Alteintragung (Aktualisierung vorgesehen) - Denkmaltyp: Bauliche Anlage, Sachgesamtheit: Schloss Eutin | weitere Fotos \| Fotos hochladen        |
| 943 Wikidata   | Schloßgarten (54° 8′ 8″ N, 10° 37′ 19″ O)                    | Tuffsteinhaus („Webertempel“)                                           | Alteintragung (Aktualisierung vorgesehen) - Begründung: geschichtlich, künstlerisch - Schutzumfang: Alteintragung (Aktualisierung vorgesehen) - Denkmaltyp: Bauliche Anlage, Sachgesamtheit: Schloss Eutin | Fotos hochladen                         |
| 944 Wikidata   | Schloßgarten (54° 8′ 19″ N, 10° 37′ 19″ O)                   | Seetempel                                                               | Alteintragung (Aktualisierung vorgesehen) - Begründung: geschichtlich, künstlerisch, Kulturlandschaft prägend - Schutzumfang: Alteintragung (Aktualisierung vorgesehen) - Denkmaltyp: Bauliche Anlage, Sachgesamtheit: Schloss Eutin | Fotos hochladen                         |
| 9502 Wikidata  | Schloßgarten (54° 8′ 4″ N, 10° 37′ 14″ O)                    | Grosser Wasserfall                                                      | Alteintragung (Aktualisierung vorgesehen) - Begründung: geschichtlich, künstlerisch - Schutzumfang: Alteintragung (Aktualisierung vorgesehen) - Denkmaltyp: Bauliche Anlage, Sachgesamtheit: Schloss Eutin | Fotos hochladen                         |
| 9505 Wikidata  | Schloßgarten (54° 8′ 7″ N, 10° 37′ 14″ O)                    | Florastatue                                                             | Alteintragung (Aktualisierung vorgesehen) - Begründung: geschichtlich, künstlerisch - Schutzumfang: Alteintragung (Aktualisierung vorgesehen) - Denkmaltyp: Bauliche Anlage, Sachgesamtheit: Schloss Eutin | weitere Fotos \| Fotos hochladen        |
| 9276 Wikidata  | Schloßgarten (54° 7′ 58″ N, 10° 37′ 13″ O)                   | Ehrenmal                                                                | Alteintragung (Aktualisierung vorgesehen) - Begründung: geschichtlich, künstlerisch, städtebaulich - Schutzumfang: Alteintragung (Aktualisierung vorgesehen) - Denkmaltyp: Bauliche Anlage, Sachgesamtheit: Schloss Eutin | Fotos hochladen                         |
| 28424 Wikidata | Schloßgarten (54° 8′ 2″ N, 10° 37′ 21″ O)                    | Chinesische Bogenbrücke                                                 | Alteintragung (Aktualisierung vorgesehen) - Begründung: geschichtlich, künstlerisch - Schutzumfang: Alteintragung (Aktualisierung vorgesehen) - Denkmaltyp: Bauliche Anlage, Sachgesamtheit: Schloss Eutin | Fotos hochladen                         |
| 29605 Wikidata | Schloßgarten (54° 8′ 10″ N, 10° 37′ 24″ O)                   | Eiskeller                                                               | Alteintragung (Aktualisierung vorgesehen) - Begründung: geschichtlich - Schutzumfang: Alteintragung (Aktualisierung vorgesehen) - Denkmaltyp: Bauliche Anlage, Sachgesamtheit: Schloss Eutin | Fotos hochladen                         |
| 30251 Wikidata | Schloßgarten (54° 8′ 14″ N, 10° 37′ 13″ O)                   | Sonnenuhr                                                               | Alteintragung (Aktualisierung vorgesehen) - Begründung: geschichtlich, wissenschaftlich - Schutzumfang: Alteintragung (Aktualisierung vorgesehen) - Denkmaltyp: Bauliche Anlage, Sachgesamtheit: Schloss Eutin | Fotos hochladen                         |
| 9500 Wikidata  | Schloßgarten 1 (54° 8′ 6″ N, 10° 37′ 23″ O)                  | Neuholländerhaus                                                        | Alteintragung (Aktualisierung vorgesehen) - Begründung: geschichtlich, künstlerisch - Schutzumfang: Alteintragung (Aktualisierung vorgesehen) - Denkmaltyp: Bauliche Anlage, Sachgesamtheit: Schloss Eutin | Fotos hochladen                         |
| 941 Wikidata   | Schloßgarten 3 (54° 8′ 7″ N, 10° 37′ 21″ O)                  | Orangerie                                                               | Alteintragung (Aktualisierung vorgesehen) - Begründung: geschichtlich, künstlerisch - Schutzumfang: Alteintragung (Aktualisierung vorgesehen) - Denkmaltyp: Bauliche Anlage, Sachgesamtheit: Schloss Eutin | weitere Fotos \| Fotos hochladen        |
| 29598 Wikidata | Schloßplatz (54° 8′ 14″ N, 10° 37′ 8″ O)                     | Schlossplatz                                                            | Alteintragung (Aktualisierung vorgesehen) - Begründung: geschichtlich, künstlerisch, städtebaulich - Schutzumfang: Alteintragung (Aktualisierung vorgesehen) - Denkmaltyp: Bauliche Anlage, Sachgesamtheit: Schloss Eutin | BW                                      |
| 613 Wikidata   | Schloßplatz 1/3 (54° 8′ 16″ N, 10° 37′ 7″ O)                 | Marstall (Ostholstein-Museum)                                           | Alteintragung (Aktualisierung vorgesehen) - Begründung: geschichtlich, künstlerisch, städtebaulich - Schutzumfang: gesamtes Objekt - Denkmaltyp: Bauliche Anlage, Sachgesamtheit: Schloss Eutin | weitere Fotos \| Fotos hochladen        |
| 881 Wikidata   | Schloßplatz 2 (54° 8′ 13″ N, 10° 37′ 7″ O)                   | Remise (Kreisbibliothek Eutin)                                          | Alteintragung (Aktualisierung vorgesehen) - Begründung: geschichtlich, künstlerisch, städtebaulich - Schutzumfang: gesamtes Objekt - Denkmaltyp: Bauliche Anlage, Sachgesamtheit: Schloss Eutin | weitere Fotos \| Fotos hochladen        |
| 939 Wikidata   | Schloßplatz 4 (54° 8′ 14″ N, 10° 37′ 5″ O)                   | Kavaliershaus (Eutiner Landesbibliothek)                                | Alteintragung (Aktualisierung vorgesehen) - Begründung: geschichtlich, künstlerisch, städtebaulich - Schutzumfang: gesamtes Objekt - Denkmaltyp: Bauliche Anlage, Sachgesamtheit: Schloss Eutin | weitere Fotos \| Fotos hochladen        |
| 685 Wikidata   | Schloßplatz 5 (54° 8′ 16″ N, 10° 37′ 13″ O)                  | Schloss                                                                 | Die vierflügelige Anlage ging aus einer mittelalterlichen Burg hervor und wurde während mehrerer Jahrhunderte zur Residenz ausgebaut. Das Schloss befand sich ursprünglich im Besitz der Lübecker Fürstbischöfe, später wurde es zur Sommerresidenz der Herzöge von Oldenburg. Das Schloss wurde bis ins 20. Jahrhundert regelmäßig bewohnt, die Innenausstattung ist zu einem Großteil bis in die Gegenwart erhalten. Heute beherbergt das Schloss ein Museum und ist der Öffentlichkeit im Sommerhalbjahr zugänglich. Der frühere Barockgarten wurde im 18. und 19. Jahrhundert in einen Landschaftspark umgestaltet, dieser ist alljährlicher Austragungsort der Eutiner Festspiele. Alteintragung (Aktualisierung vorgesehen) - Begründung: geschichtlich, wissenschaftlich, künstlerisch, städtebaulich, Kulturlandschaft prägend - Schutzumfang: Schloss mit Ausstattung, Schlossbrunnen - Denkmaltyp: Bauliche Anlage, Sachgesamtheit: Schloss Eutin | weitere Fotos \| Fotos hochladen        |
| 9497 Wikidata  | Schloßplatz 5 ()                                             | Inventar Schloss Eutin                                                  | Alteintragung (Aktualisierung vorgesehen) - Begründung: geschichtlich, wissenschaftlich, künstlerisch - Schutzumfang: Alteintragung (Aktualisierung vorgesehen) - Denkmaltyp: Bauliche Anlage, Sachgesamtheit: Schloss Eutin | Direkt Bild zu diesem Denkmal hochladen |
| 612 Wikidata   | Schloßplatz 5 (54° 8′ 16″ N, 10° 37′ 11″ O)                  | Schloßbrücke                                                            | Alteintragung (Aktualisierung vorgesehen) - Begründung: geschichtlich, künstlerisch, städtebaulich - Schutzumfang: Alteintragung (Aktualisierung vorgesehen) - Denkmaltyp: Bauliche Anlage, Sachgesamtheit: Schloss Eutin | Fotos hochladen                         |
| 38828 Wikidata | Schloßplatz 5 (54° 8′ 16″ N, 10° 37′ 11″ O)                  | „Eutiner Schlossaffen“                                                  | Eutiner Schlossaffen; um 1896; Auftraggeber Großherzog Nikolaus Friedrich Peter; zwei Steinskulpturen in der Gestalt sitzender Paviane nach antikem ägyptischen Vorbild - Begründung: geschichtlich, künstlerisch - Schutzumfang: gesamtes Objekt - Denkmaltyp: Bauliche Anlage, Sachgesamtheit: Schloss Eutin | BW                                      |
| 13403 Wikidata | Schloßstraße 1 (54° 8′ 16″ N, 10° 36′ 59″ O)                 | Wohn- und Geschäftshaus                                                 | Wohn- und Geschäftshaus; 18./19. Jh.; zweigeschossiges Fachwerkhaus mit Laden im Erdgeschoss, Giebelfront in Backstein, Halbwalmdach mit Zwerchhäusern und Gauben. - Begründung: geschichtlich, städtebaulich - Schutzumfang: gesamtes Objekt - Denkmaltyp: Bauliche Anlage | BW                                      |
| 13405 Wikidata | Schloßstraße 9 (54° 8′ 16″ N, 10° 37′ 2″ O)                  | Ehemalige Stadtschule                                                   | ehem. Stadtschule; 1836; zweigeschossiges Backsteintraufenhaus mit rustizierender Putzgliederung, Mittelteil dreigeschossig - Begründung: geschichtlich, städtebaulich - Schutzumfang: gesamtes Objekt - Denkmaltyp: Bauliche Anlage | BW                                      |
| 13404 Wikidata | Schloßstraße 11 (54° 8′ 15″ N, 10° 37′ 3″ O)                 | Superintendentur                                                        | Superintendentur; im Kern 18. Jh.; zweigeschossiger Backsteinbau mit Mansarddach, traufständig, dreigeschossiger Mittelrisalit - Begründung: geschichtlich, städtebaulich - Schutzumfang: gesamtes Objekt - Denkmaltyp: Bauliche Anlage | BW                                      |
| 32126 Wikidata | Schloßstraße 13 (54° 8′ 16″ N, 10° 37′ 4″ O)                 | Pastorat                                                                | Pastorat; 1911; Architekt Oskar Fischer; zweigeschossiger Rotsteinbau im Stil der Heimatschutzarchitektur, Mansarddach, Balkon im Erdgeschoss, Zwerchhaus mit geschwungenem Giebel - Begründung: geschichtlich, künstlerisch, städtebaulich - Schutzumfang: gesamtes Objekt - Denkmaltyp: Bauliche Anlage | BW                                      |
| 34832 Wikidata | Seestraße 1 a (54° 7′ 41″ N, 10° 35′ 33″ O)                  | Ev.-Luth. Friedenskirche mit Ausstattung                                | Ev.-Luth. Friedenskirche; 1971-1973, Architekt Otto Andersen; sog. Nurdachkirche ohne Seitenwände, die Giebelseiten vollständig verglast, frei stehender Glockenturm, bauzeitliche Ausstattung - Begründung: geschichtlich, künstlerisch, städtebaulich - Schutzumfang: Ev.-Luth. Friedenskirche mit Ausstattung, Glockenturm - Denkmaltyp: Bauliche Anlage | BW                                      |
| 9184 Wikidata  | Sielbecker Landstraße 65 (54° 9′ 30″ N, 10° 36′ 39″ O)       | Wohnhaus mit Atelier                                                    | Alteintragung (Aktualisierung vorgesehen) - Begründung: wissenschaftlich, künstlerisch - Schutzumfang: gesamtes Objekt - Denkmaltyp: Bauliche Anlage | BW                                      |
| 2777 Wikidata  | Stolbergstraße 1 (54° 8′ 10″ N, 10° 37′ 2″ O)                | Gasthaus Hansa                                                          | Alteintragung (Aktualisierung vorgesehen) - Begründung: geschichtlich, städtebaulich - Schutzumfang: gesamtes Äußeres - Denkmaltyp: Bauliche Anlage, Mehrheit von baulichen Anlagen: Straßenzeile Stolbergstraße (Westseite) | BW                                      |
| 1797 Wikidata  | Stolbergstraße 2 (54° 8′ 9″ N, 10° 37′ 3″ O)                 | Wohnhaus                                                                | Wohnhaus; 18./19. Jh., im Kern älter; zweigeschossiger Fachwerkbau mit Walmdach, Straßenfront und Erdgeschoss auf der Südseite in Backstein, eingeschossiges Fachwerknebengebäude - Begründung: geschichtlich, städtebaulich - Schutzumfang: Wohnhaus, Nebengebäude - Denkmaltyp: Bauliche Anlage | BW                                      |
| 1798 Wikidata  | Stolbergstraße 3 (54° 8′ 10″ N, 10° 37′ 2″ O)                | Wohn- und Geschäftshaus                                                 | Alteintragung (Aktualisierung vorgesehen) - Begründung: geschichtlich, städtebaulich - Schutzumfang: gesamtes Äußeres - Denkmaltyp: Bauliche Anlage, Mehrheit von baulichen Anlagen: Straßenzeile Stolbergstraße (Westseite) | BW                                      |
| 1799 Wikidata  | Stolbergstraße 4 (54° 8′ 10″ N, 10° 37′ 3″ O)                | Wohnhaus                                                                | Wohnhaus; im Kern 17. Jh., Fassade mittleres 19. Jh.; zweigeschossiger Fachwerkbau mit Vollwalmdach, Putzfassade in spätklassizistischen Formen - Begründung: geschichtlich, städtebaulich - Schutzumfang: gesamtes Objekt - Denkmaltyp: Bauliche Anlage | BW                                      |
| 1800 Wikidata  | Stolbergstraße 5 (54° 8′ 10″ N, 10° 37′ 2″ O)                | Wohn- und Geschäftshaus                                                 | Alteintragung (Aktualisierung vorgesehen) - Begründung: geschichtlich, städtebaulich - Schutzumfang: gesamtes Äußeres - Denkmaltyp: Bauliche Anlage, Mehrheit von baulichen Anlagen: Straßenzeile Stolbergstraße (Westseite) | BW                                      |
| 1802 Wikidata  | Stolbergstraße 6 (54° 8′ 10″ N, 10° 37′ 5″ O)                | Wohnhaus                                                                | Alteintragung (Aktualisierung vorgesehen) - Begründung: geschichtlich, städtebaulich - Schutzumfang: Wohnhaus, Hofpflaster - Denkmaltyp: Bauliche Anlage, Sachgesamtheit: sog. Kapitelhof Stolbergstraße 6 | BW                                      |
| 1803 Wikidata  | Stolbergstraße 7 (54° 8′ 11″ N, 10° 37′ 3″ O)                | Wohnhaus                                                                | Alteintragung (Aktualisierung vorgesehen) - Begründung: geschichtlich, städtebaulich - Schutzumfang: gesamtes Äußeres - Denkmaltyp: Bauliche Anlage, Mehrheit von baulichen Anlagen: Straßenzeile Stolbergstraße (Westseite) | BW                                      |
| 39488 Wikidata | Stolbergstraße 8 (54° 8′ 11″ N, 10° 37′ 4″ O)                | Stolberghaus                                                            | Stolberghaus; spätes 18. Jh., im Kern älter, Architekt Peter Richter; zweigeschossiger, zur Rückseite hin offener Dreiflügelbau mit Walmdächern, zum Teil in Fachwerk ausgeführt, Straßenfront in Backstein, Mittelrisalit mit Toreinfahrt - Begründung: geschichtlich, künstlerisch, städtebaulich - Schutzumfang: gesamtes Objekt - Denkmaltyp: Bauliche Anlage, Sachgesamtheit: Stolberghaus | weitere Fotos \| Fotos hochladen        |
| 1805 Wikidata  | Stolbergstraße 9 (54° 8′ 11″ N, 10° 37′ 3″ O)                | Wohnhaus                                                                | Alteintragung (Aktualisierung vorgesehen) - Begründung: geschichtlich, städtebaulich - Schutzumfang: gesamtes Äußeres - Denkmaltyp: Bauliche Anlage, Mehrheit von baulichen Anlagen: Straßenzeile Stolbergstraße (Westseite) | BW                                      |
| 1806 Wikidata  | Stolbergstraße 11 (54° 8′ 12″ N, 10° 37′ 3″ O)               | Wohnhaus                                                                | Alteintragung (Aktualisierung vorgesehen) - Begründung: geschichtlich, städtebaulich - Schutzumfang: gesamtes Äußeres - Denkmaltyp: Bauliche Anlage, Mehrheit von baulichen Anlagen: Straßenzeile Stolbergstraße (Westseite) | BW                                      |
| 1807 Wikidata  | Stolbergstraße 12 (54° 8′ 11″ N, 10° 37′ 5″ O)               | Wohnhaus                                                                | Alteintragung (Aktualisierung vorgesehen) - Begründung: geschichtlich, künstlerisch, städtebaulich - Schutzumfang: gesamtes Äußeres - Denkmaltyp: Bauliche Anlage, Sachgesamtheit: sog. Kapitelhof Stolbergstraße 12 | BW                                      |
| 1808 Wikidata  | Stolbergstraße 13 (54° 8′ 12″ N, 10° 37′ 3″ O)               | Wohn- und Geschäftshaus                                                 | Alteintragung (Aktualisierung vorgesehen) - Begründung: geschichtlich, städtebaulich - Schutzumfang: gesamtes Objekt - Denkmaltyp: Bauliche Anlage, Mehrheit von baulichen Anlagen: Straßenzeile Stolbergstraße (Westseite) | BW                                      |
| 1809 Wikidata  | Stolbergstraße 14 (54° 8′ 12″ N, 10° 37′ 4″ O)               | Ehemaliger Kapitelshof                                                  | Wohnhaus; Mitte 19. Jh., im Kern älter; zweigeschossiges, giebelständiges Wohnhaus mit Halbwalmdach, im Kern Fachwerkbau, Straßenfront in Backstein - Begründung: geschichtlich, städtebaulich - Schutzumfang: gesamtes Objekt - Denkmaltyp: Bauliche Anlage | BW                                      |
| 1363 Wikidata  | Stolbergstraße 15 (54° 8′ 12″ N, 10° 37′ 3″ O)               | Wohnhaus                                                                | Alteintragung (Aktualisierung vorgesehen) - Begründung: geschichtlich, wissenschaftlich, städtebaulich - Schutzumfang: gesamtes Äußeres - Denkmaltyp: Bauliche Anlage, Mehrheit von baulichen Anlagen: Straßenzeile Stolbergstraße (Westseite) | BW                                      |
| 1811 Wikidata  | Stolbergstraße 16 (54° 8′ 12″ N, 10° 37′ 4″ O)               | Wohnhaus                                                                | Wohnhaus; um 1775; zweigeschossiger und steinsichtiger Backsteinbau mit Walmdach, breit gelagerter Baukörper mit streng symmetrischer Fassadengliederung, Rückseite eingeschossig mit Mansarde und aufgesetztem Zwerchhaus - Begründung: geschichtlich, künstlerisch, städtebaulich - Schutzumfang: gesamtes Objekt - Denkmaltyp: Bauliche Anlage, Sachgesamtheit: Kapitelhof Stolbergstraße 16 | BW                                      |
| 1810 Wikidata  | Stolbergstraße 17 (54° 8′ 13″ N, 10° 37′ 3″ O)               | Wohnhaus                                                                | Alteintragung (Aktualisierung vorgesehen) - Begründung: geschichtlich, städtebaulich - Schutzumfang: gesamtes Äußeres - Denkmaltyp: Bauliche Anlage, Mehrheit von baulichen Anlagen: Straßenzeile Stolbergstraße (Westseite) | BW                                      |
| 1362 Wikidata  | Stolbergstraße 18 (54° 8′ 13″ N, 10° 37′ 5″ O)               | Wohnhaus „Haus Rastleben“                                               | Haus Rastleben; 1752, um 1800 verändert; eingeschossige Dreiflügelanlage in der Art eines kleinen Herrenhauses, der traufständige Hauptbaukörper auf beiden Seiten mit einem zweigeschossigen Mittelrisalit zu je drei Achsen, klassizistische Putzfassade, Walmdächer. - Begründung: geschichtlich, künstlerisch, städtebaulich - Schutzumfang: gesamtes Objekt - Denkmaltyp: Bauliche Anlage, Sachgesamtheit: Kapitelhof Stolbergstraße 18 | BW                                      |
| 1812 Wikidata  | Stolbergstraße 19 (54° 8′ 13″ N, 10° 37′ 3″ O)               | Wohnhaus                                                                | Alteintragung (Aktualisierung vorgesehen) - Begründung: geschichtlich, städtebaulich - Schutzumfang: gesamtes Äußeres - Denkmaltyp: Bauliche Anlage, Mehrheit von baulichen Anlagen: Straßenzeile Stolbergstraße (Westseite) | BW                                      |
| 1813 Wikidata  | Teichstraße (54° 7′ 41″ N, 10° 35′ 1″ O)                     | Fachhallenkate                                                          | Alteintragung (Aktualisierung vorgesehen) - Begründung: geschichtlich, wissenschaftlich, städtebaulich - Schutzumfang: gesamtes Äußeres - Denkmaltyp: Bauliche Anlage | BW                                      |
| 10104 Wikidata | Vahldiekstraße (54° 7′ 52″ N, 10° 37′ 16″ O)                 | Straßenpflaster                                                         | Beschreibung: Straßenpflaster; frühes 20. Jh.; unregelmäßig verlegte Pflasterung aus farbigen Feldsteinen (Granit) - Begründung: geschichtlich, städtebaulich - Schutzumfang: gesamtes Objekt - Denkmaltyp: Bauliche Anlage | BW                                      |
| 34425 Wikidata | Vahldiekstraße 1 (54° 7′ 51″ N, 10° 37′ 19″ O)               | Wohnhaus                                                                | Wohnhaus; 1905; Bauherr Geometer Stephan; Entwurf H. Steenbock; eingeschossiges Wohnhaus mit Putzfassade und reich gegliederter Dachlandschaft, runder Eckturm, zweigeschossiger Seitenrisalit, Zierfachwerk, Gittereinfriedung - Begründung: geschichtlich, städtebaulich - Schutzumfang: Wohnhaus, Einfriedung - Denkmaltyp: Bauliche Anlage | BW                                      |
| 13407 Wikidata | Vahldiekstraße 7 (54° 7′ 51″ N, 10° 37′ 16″ O)               | Wohnhaus                                                                | Wohnhaus; 1929; traufständiges, eingeschossiges Gebäude mit Satteldach und dreiseitigem Standerker, reich gestaltete Klinkerfassade mit flächiger Ornamentik - Begründung: geschichtlich, künstlerisch, städtebaulich - Schutzumfang: gesamtes Objekt - Denkmaltyp: Bauliche Anlage | BW                                      |
| 13408 Wikidata | Vahldiekstraße 12 (54° 7′ 53″ N, 10° 37′ 11″ O)              | Wohnhaus                                                                | Wohnhaus; um 1924; Architekt Janssen; repräsentativer zweigeschossiger Putzbau, traufständig mit Walmdach, Einfriedung - Begründung: geschichtlich, künstlerisch, städtebaulich - Schutzumfang: Wohnhaus, Einfriedung - Denkmaltyp: Bauliche Anlage | BW                                      |
| 314 Wikidata   | Voßplatz 2 (54° 8′ 20″ N, 10° 36′ 55″ O)                     | Wohn- und Geschäftshaus                                                 | Alteintragung (Aktualisierung vorgesehen) - Begründung: geschichtlich, städtebaulich - Schutzumfang: gesamtes Äußeres - Denkmaltyp: Bauliche Anlage, Mehrheit von baulichen Anlagen: Baugruppe Voßplatz 2, 4 | BW                                      |
| 2779 Wikidata  | Voßplatz 4 (54° 8′ 20″ N, 10° 36′ 55″ O)                     | Wohn- und Geschäftshaus                                                 | Alteintragung (Aktualisierung vorgesehen) - Begründung: geschichtlich, städtebaulich - Schutzumfang: gesamtes Äußeres - Denkmaltyp: Bauliche Anlage, Mehrheit von baulichen Anlagen: Baugruppe Voßplatz 2, 4 | Fotos hochladen                         |
| 1548 Wikidata  | Voßplatz 5 (54° 8′ 21″ N, 10° 36′ 53″ O)                     | Wohn- und Geschäftshaus                                                 | Alteintragung (Aktualisierung vorgesehen) - Begründung: geschichtlich, städtebaulich - Schutzumfang: gesamtes Äußeres - Denkmaltyp: Bauliche Anlage, Mehrheit von baulichen Anlagen: Baugruppe Voßplatz 5, 7, 9 | BW                                      |
| 1815 Wikidata  | Voßplatz 7 (54° 8′ 22″ N, 10° 36′ 53″ O)                     | Wohnhaus                                                                | Alteintragung (Aktualisierung vorgesehen) - Begründung: geschichtlich, städtebaulich - Schutzumfang: gesamtes Äußeres - Denkmaltyp: Bauliche Anlage, Mehrheit von baulichen Anlagen: Baugruppe Voßplatz 5, 7, 9 | BW                                      |
| 1298 Wikidata  | Voßplatz 9 (54° 8′ 22″ N, 10° 36′ 54″ O)                     | ehem. Gasthaus „Voßeck“                                                 | Alteintragung (Aktualisierung vorgesehen) - Begründung: geschichtlich, städtebaulich - Schutzumfang: gesamtes Äußeres - Denkmaltyp: Bauliche Anlage, Mehrheit von baulichen Anlagen: Baugruppe Voßplatz 5, 7, 9 | BW                                      |
| 13409 Wikidata | Waldstraße 1 (54° 8′ 15″ N, 10° 36′ 22″ O)                   | Villa                                                                   | Villa; um 1880/85; zweigeschossiger Ziegelbau mit Schieferdach, gelbe Klinkerfassade mit rot abgesetzten Zierfriesen, zahlreiche bauzeitliche Details, Wintergarten - Begründung: geschichtlich, künstlerisch, städtebaulich - Schutzumfang: gesamtes Objekt - Denkmaltyp: Bauliche Anlage | BW                                      |
| 13420 Wikidata | Waldstraße 6 (54° 8′ 18″ N, 10° 36′ 13″ O)                   | Ehemalige Biedermann-Villa                                              | Villa; um 1900, Bauherr Dr. Richard Biedermann; repräsentative zweigeschossige Villa mit Putzfassade, in Anlehnung an klassizistische Formen - Begründung: geschichtlich, städtebaulich - Schutzumfang: gesamtes Objekt - Denkmaltyp: Bauliche Anlage | BW                                      |
| 34426 Wikidata | Waldstraße 6 – 10 (54° 8′ 20″ N, 10° 36′ 13″ O)              | Einfriedung                                                             | Einfriedung am Grundstück der ehem. Biedermann-Villa; um 1900; Gitterfelder zwischen verputzten Pfeilern mit kugelartigen Aufsätzen - Begründung: geschichtlich, städtebaulich - Schutzumfang: gesamtes Objekt - Denkmaltyp: Bauliche Anlage | BW                                      |
| 1757 Wikidata  | Weberhain (54° 7′ 58″ N, 10° 37′ 13″ O)                      | Carl-Maria-von-Weber-Denkmal                                            | Alteintragung (Aktualisierung vorgesehen) - Begründung: geschichtlich, künstlerisch - Schutzumfang: Carl-Maria-von-Weber-Denkmal, Bruchsteinmauer mit Bronzerelief - Denkmaltyp: Bauliche Anlage, Sachgesamtheit: Weberhain | Fotos hochladen                         |
| 13422 Wikidata | Weidestraße 12 (54° 7′ 57″ N, 10° 37′ 4″ O)                  | Wohnhaus                                                                | Wohnhaus; um 1830; zweigeschossiger Backsteinbau mit Walmdach, straßenseitig breites und flach übergiebeltes Zwerchhaus - Begründung: geschichtlich, städtebaulich - Schutzumfang: gesamtes Objekt - Denkmaltyp: Bauliche Anlage | BW                                      |
| 13423 Wikidata | Weidestraße 24 (54° 7′ 53″ N, 10° 37′ 0″ O)                  | Wohnhaus                                                                | Wohnhaus; im Kern um 1765, Umbau Mitte 19. Jh.; eingeschossiger Fachwerkbau mit zwei firsthohen Zwerchhäusern, ziegelgedecktes Walmdach - Begründung: geschichtlich, städtebaulich - Schutzumfang: gesamtes Objekt - Denkmaltyp: Bauliche Anlage, Mehrheit von baulichen Anlagen: Straßenzeile Weidestraße 24, 26, 28 | BW                                      |
| 2780 Wikidata  | Wilhelmstraße 2 (54° 8′ 25″ N, 10° 36′ 41″ O)                | Wasserturm                                                              | Er wurde 1909 am höchsten Punkt der Stadt errichtet. Zur gleichen Zeit entstand das Wasserwerk am Deefstieg (früher Diebstieg). Alteintragung (Aktualisierung vorgesehen) - Begründung: geschichtlich, künstlerisch, städtebaulich, technisch - Schutzumfang: gesamtes Äußeres - Denkmaltyp: Bauliche Anlage, Sachgesamtheit: Wasserturm Eutin mit Grünanlage | weitere Fotos \| Fotos hochladen        |
| 13438 Wikidata | Zum Ukleisee (54° 10′ 54″ N, 10° 38′ 3″ O)                   | Neues Forsthaus Wüstenfelde                                             | Wohn- und Wirtschaftsgebäude; 1938; langgestreckter, eingeschossiger Ziegelbau mit reetgedecktem Halbwalmdach, Schleppgauben, Querdurchfahrt, Heimatschutzarchitektur - Begründung: geschichtlich, Kulturlandschaft prägend - Schutzumfang: gesamtes Objekt - Denkmaltyp: Bauliche Anlage | BW                                      |
| 26836 Wikidata | Zum Ukleisee 9 (54° 10′ 51″ N, 10° 37′ 34″ O)                | Wohnhaus                                                                | Alteintragung (Aktualisierung vorgesehen) - Begründung: geschichtlich, künstlerisch, Kulturlandschaft prägend - Schutzumfang: gesamtes Objekt - Denkmaltyp: Bauliche Anlage | BW                                      |
| 2737 Wikidata  | Zum Ukleisee 15 (54° 10′ 57″ N, 10° 37′ 41″ O)               | Jagdpavillon                                                            | Der kleine Jagdpavillon wurde durch Friedrich August I., Fürstbischof von Lübeck und Herzog von Oldenburg, für seine Gemahlin Ulrica Friederike in Auftrag gegeben. Die Entwürfe stammten vom Eutiner Hofbaumeister Georg Greggenhofer, der die Bauausführung auch leitete. Der Pavillon wurde 1776 auf einer Anhöhe zwischen dem Keller- und dem Ukleisee inmitten des weitgehend naturbelassenen Waldes errichtet. Alteintragung (Aktualisierung vorgesehen) - Begründung: geschichtlich, künstlerisch, Kulturlandschaft prägend - Schutzumfang: Alteintragung (Aktualisierung vorgesehen) - Denkmaltyp: Bauliche Anlage, Sachgesamtheit: Jagdpavillon mit Lustholz | weitere Fotos \| Fotos hochladen        |

## Teile von baulichen Anlagen
| Objekt-ID      | Lage                                        | Offizielle Bezeichnung | Beschreibung | Bild |
| -------------- | ------------------------------------------- | ---------------------- | --- | ---- |
| 27480 Wikidata | Schloßstraße 2 (54° 8′ 15″ N, 10° 37′ 0″ O) | Fassade (Gemeindehaus) | Klinkerfassade mit Reliefplatten; um 1970; künstlerisch gestaltete Nordfassade des Gemeindehauses mit plastisch hervortretenden Klinkern und drei szenischen Reliefdarstellungen - Begründung: geschichtlich, künstlerisch, städtebaulich - Schutzumfang: gesamtes Objekt - Denkmaltyp: Teil einer baulichen Anlage, Sachgesamtheit: Kirche Eutin | BW   |

## Gründenkmale
| Objekt-ID      | Lage                                                   | Offizielle Bezeichnung                      | Beschreibung | Bild                             |
| -------------- | ------------------------------------------------------ | ------------------------------------------- | --- | -------------------------------- |
| 13382 Wikidata | Am Kleinen See (54° 7′ 55″ N, 10° 36′ 9″ O)            | Jüdischer Friedhof                          | Jüdischer Friedhof; 1886 angelegt; kleine Anlage am Nordufer des Kleinen Eutiner Sees mit Toranlage und acht Familiengrabstätten - Begründung: geschichtlich, städtebaulich - Schutzumfang: gesamtes Objekt - Denkmaltyp: Gründenkmal | BW                               |
| 20920 Wikidata | Am Walde (54° 8′ 39″ N, 10° 32′ 56″ O)                 | Hof Rachut: Südliche Zufahrtsallee (Linden) | Südliche Zufahrtsallee zum Hof Rachut; um 1900 angelegt; Linden ohne Kappungshorizont - Begründung: geschichtlich, Kulturlandschaft prägend - Schutzumfang: gesamtes Objekt - Denkmaltyp: Gründenkmal | BW                               |
| 9278 Wikidata  | Fasaneninsel (54° 8′ 22″ N, 10° 37′ 31″ O)             | Fasaneninsel                                | Die Fasaneninsel ist eine der beiden Inseln im Süden des Großen Eutiner Sees. Die Insel ist etwa 150 × 200 Meter groß. Die Fasaninsel war ab dem 9. Jahrhundert Standort einer wendischen Burg, die den Namen „Utin“ erhielt, und Zentrum des gleichnamigen Gaues war. Die Burg war mit dem Ufer über eine Brücke verbunden. Alteintragung (Aktualisierung vorgesehen) - Begründung: geschichtlich, wissenschaftlich, Kulturlandschaft prägend - Schutzumfang: gesamtes Objekt - Denkmaltyp: Gründenkmal, Sachgesamtheit: Schloss Eutin | weitere Fotos \| Fotos hochladen |
| 13435 Wikidata | Oldenburger Landstraße (54° 7′ 57″ N, 10° 37′ 15″ O)   | Grünfläche mit Gedenkstein „Heimburgs Ruh“  | Grünfläche mit Gedenkstein; Mitte 19. Jh.; Denkmal aus Findlingen mit der Inschrift „Heimburgs Ruh“ für den Oberforstmeister August Friedrich Paul von Heimburg, mit umgebender Grünfläche in der Art eines Haines - Begründung: geschichtlich, wissenschaftlich, Kulturlandschaft prägend - Schutzumfang: gesamtes Objekt - Denkmaltyp: Gründenkmal | BW                               |
| 28802 Wikidata | Oldenburger Landstraße 18 (54° 8′ 4″ N, 10° 37′ 37″ O) | Forsthof Eutin: Forstgarten                 | Alteintragung (Aktualisierung vorgesehen) - Begründung: geschichtlich, städtebaulich - Schutzumfang: gesamtes Objekt - Denkmaltyp: Gründenkmal, Sachgesamtheit: Forsthof Eutin | BW                               |
| 13381 Wikidata | Plöner Straße (54° 8′ 3″ N, 10° 36′ 4″ O)              | Evangelischer Friedhof                      | Evangelischer Friedhof; 1783-1786; Entwurf und Ausführung Daniel Rastedt; rechteckiges Areal mit Wegekreuz und Lindenbaumreihen, Grablegen bedeutender Eutiner Persönlichkeiten, Ziegeleinfriedung - Begründung: geschichtlich, künstlerisch, städtebaulich - Schutzumfang: Evangelischer Friedhof, historische Grabmale, Einfriedung - Denkmaltyp: Gründenkmal, Sachgesamtheit: Evangelischer Friedhof | BW                               |
| 940 Wikidata   | Schloßgarten (54° 8′ 7″ N, 10° 37′ 18″ O)              | Schlossgarten                               | Der Eutiner Schlossgarten war eine der Hauptflächen für die Präsentation der Landesgartenschau 2016. Alteintragung (Aktualisierung vorgesehen) - Begründung: geschichtlich, wissenschaftlich, künstlerisch, städtebaulich, technisch, Kulturlandschaft prägend - Schutzumfang: Schlossgarten, Umfassungsmauer, Nordgarten mit Mauer, Kleiner Wasserfall, Kleiner Piependiek, Duvendiek, Gartenteich (ehem. barockes Bassin), Lindenbruchgraben, Brücke am Großen Piependiek, Brücke über den Duvendiek, zwei Brücken am kleinen Wasserfall, drei einfache Brücken, Südbrücke (Schlossgrabenbrücke), Parktor, Nordeingang, Südeingang - Denkmaltyp: Gründenkmal, Sachgesamtheit: Schloss Eutin | weitere Fotos \| Fotos hochladen |
| 9498 Wikidata  | Schloßgarten (54° 8′ 6″ N, 10° 37′ 23″ O)              | Küchengarten                                | Alteintragung (Aktualisierung vorgesehen) - Begründung: geschichtlich, Kulturlandschaft prägend - Schutzumfang: Küchengarten, Küchengartenmauer - Denkmaltyp: Gründenkmal, Sachgesamtheit: Schloss Eutin | Fotos hochladen                  |
| 29602 Wikidata | Schloßgarten (54° 8′ 12″ N, 10° 37′ 16″ O)             | Lindenallee                                 | Alteintragung (Aktualisierung vorgesehen) - Begründung: geschichtlich, künstlerisch, Kulturlandschaft prägend - Schutzumfang: gesamtes Objekt - Denkmaltyp: Gründenkmal, Sachgesamtheit: Schloss Eutin | Fotos hochladen                  |

## Quelle
- Liste der Kulturdenkmale in Schleswig-Holstein – Kreis Ostholstein (PDF)

- Karte mit allen Koordinaten:
- OSM |
- WikiMap

Ahrensbök |
Altenkrempe |
Bad Schwartau |
Beschendorf |
Bosau |
Dahme |
Damlos |
Eutin |
Fehmarn |
Göhl |
Gremersdorf |
Grömitz |
Großenbrode |
Grube |
Harmsdorf |
Heiligenhafen |
Heringsdorf |
Kabelhorst |
Kasseedorf |
Kellenhusen |
Lensahn |
Malente |
Manhagen |
Neukirchen |
Neustadt in Holstein |
Oldenburg in Holstein |
Ratekau |
Riepsdorf |
Scharbeutz |
Schashagen |
Schönwalde am Bungsberg |
Sierksdorf |
Stockelsdorf |
Süsel |
Timmendorfer Strand |
Wangels